# Château de Beaucens
Le château de Beaucens, ancien château du XIVe siècle des vicomtes de Castet-Loubon appelé communément vicomtes de Lavedan, est inscrit au titre des monuments historiques depuis 1927. Le site a été transformé en parc zoologique, le « donjon des Aigles », où l'on peut admirer des rapaces en vol autour des ruines du château, avec une vue sur la vallée des Gaves.

## Quelques faits historiques

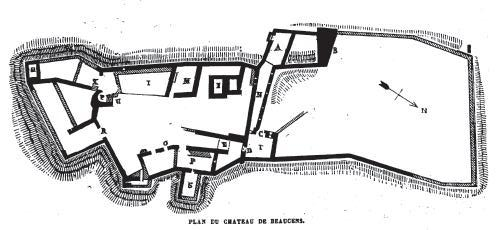
Plan du château de Beaucens en 1866.

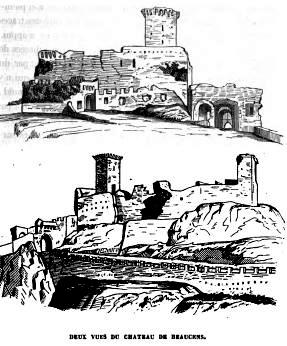
Vues du château de Beaucens en 1866.

Le château de Beaucens était la maison vicomtale ordinaire, la plus puissante de Bigorre avec de vastes possessions dont les dix-sept bourgs de la vallée de Barèges
Le château fut habité jusqu'en 1643, il appartenait alors à la Maison de Montaut-Bénac
Justin-Édouard M. Cénac-Moncaut cite l'événement du tremblement de terre de 1854 : « (ainsi) Le tremblement de terre du mois de juillet 1854 a-t-il renversé un lambeau de mur du couchant et si fortement ébranlé la base d'une tour carrée de l'angle sud-ouest qu'elle s'écroulera infailliblement dans un avenir très prochain. Le donjon seul est construit en très bon appareil moyen et convenablement cimenté. »[réf. souhaitée]
Madame de Motteville séjourna au château de Beaucens  lorsqu'elle se rendit au mariage de Louis XIV avec Marie-Thérèse d'Autriche (1638-1683), le 9 juin 1660 en l'église Saint-Jean-Baptiste de Saint-Jean-de-Luz.
En 1856 le château était la propriété d'Achille Marcus Fould (Paris, 17 novembre 1800 - Laloubère, banlieue de Tarbes, 5 octobre 1867), célèbre banquier et homme politique français. Ministre des Finances de la Deuxième République sous Louis-Napoléon Bonaparte et ministre d'État de 1852 à 1860 durant le Second Empire de Napoléon III.

## Légende de l'aigle et de la truite
Dans la Bigorre la légende évoque la fin d'un long siège du château levé à cause d'une truite qui a fait croire à l'assaillant que la nourriture était encore abondante et fraîche. A ce propos, la Revue d'Aquitaine et du Languedoc, vol. 8, 1864 (lire en ligne) indique : « Sur ces récits bizarres nés de la fausse interprétation des armes des villes, il existe en Bigorre un fait à peu près similaire il est fourni par l'histoire de Lourdes. Les armes de l'antique Oppidum romain se composaient d'un rocher portant un château à trois tours, celle du milieu surmontée d'un aigle ayant une truite dans le bec. Tout cela n'avait été vraisemblablement dès le principe que l'assemblage et la représentation figurée des choses les plus remarquables du lieu. Eh bien il sortit de là une curieuse légende suivant laquelle Charlemagne assiégeant le château contre un chef de Sarrasins nommé Mirât, un aigle serait venu y apporter une truite que Mirât aurait envoyée bien vite à l'Empereur, lequel au comble de l'étonnement se serait décidé à lever le siège »

## Géologie
Au pied du château l'on trouve « une source sulfureuse froide dont l'eau est la boisson des habitants, et une mine de plomb dans un rocher qui sert de base aux restes de l'ancien château de Beaucens. On trouve aussi une mine de cuivre sur la butte d'Aiguesalat. »

## Donjon des aigles
Le château de Beaucens accueille depuis 1973 l'une des plus importantes collections mondiales de rapaces : milans, vautours, aigles, pygargues, faucons et buses. Les spectacles mettent notamment en scène un percnoptère, qui casse une imitation d'œuf d'autruche avec une pierre, ainsi qu'un condor, un serpentaire, des chouettes, des hiboux, des perruches et des perroquets.

### Le décor

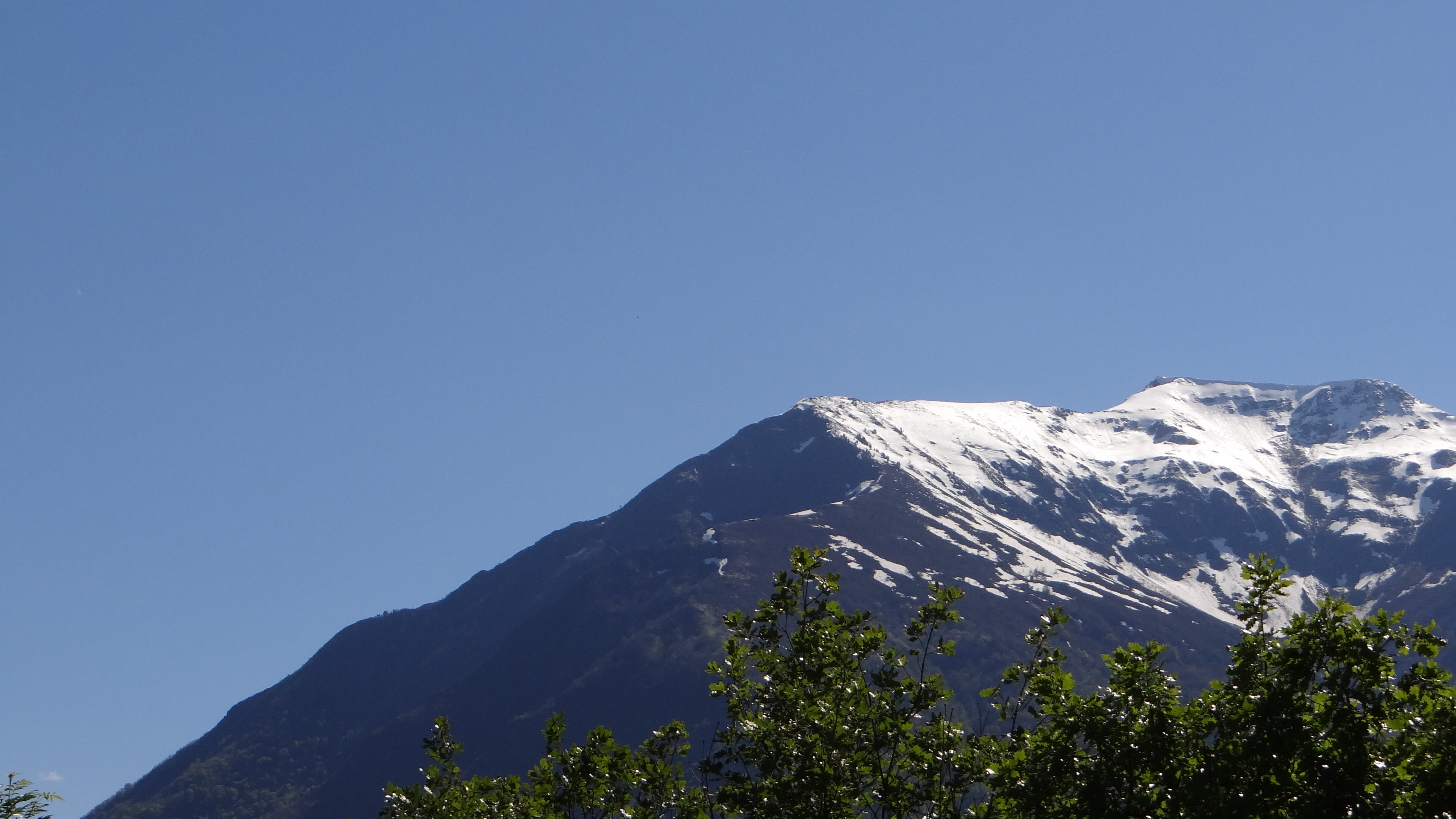
Vue du château.
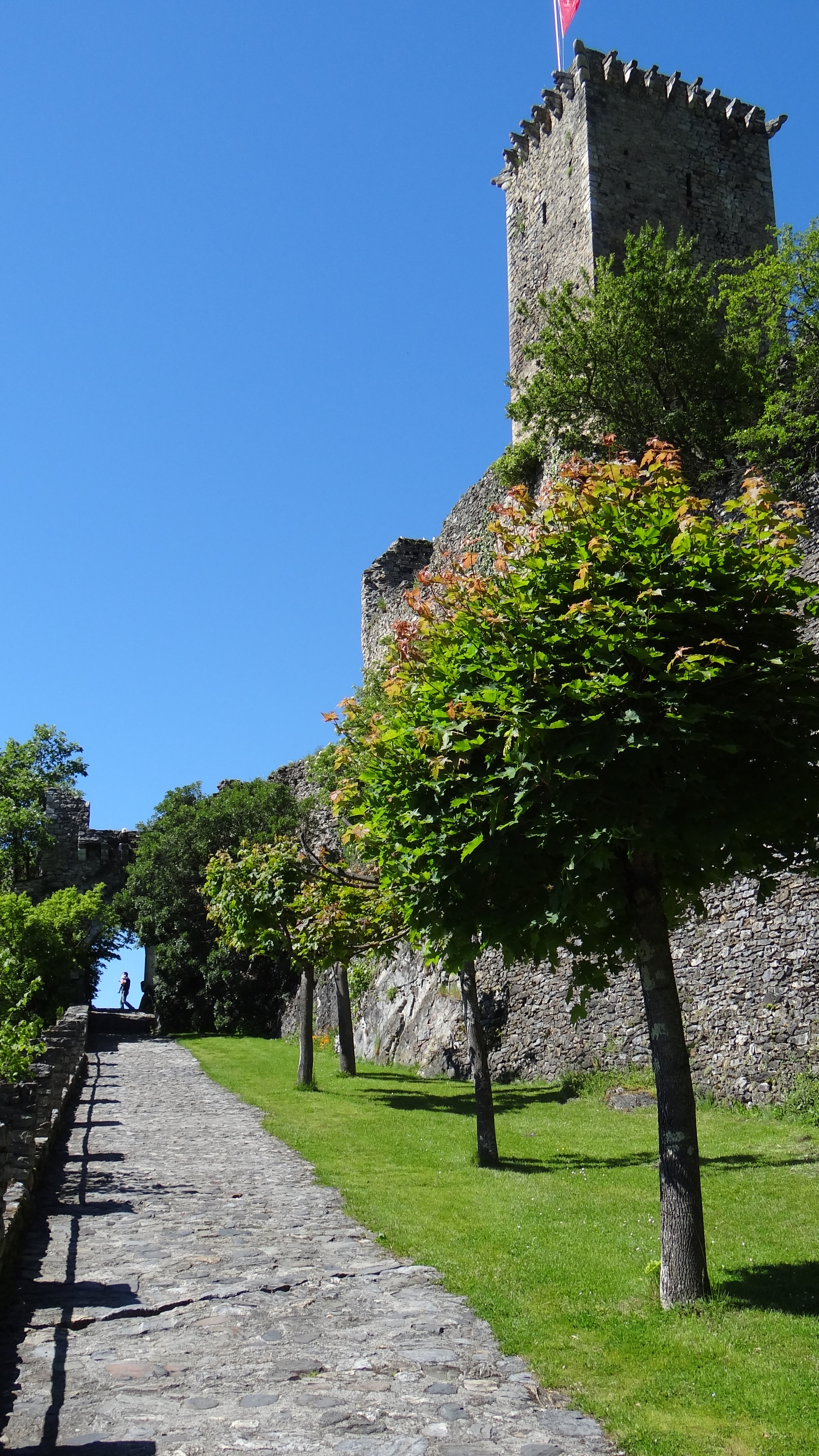
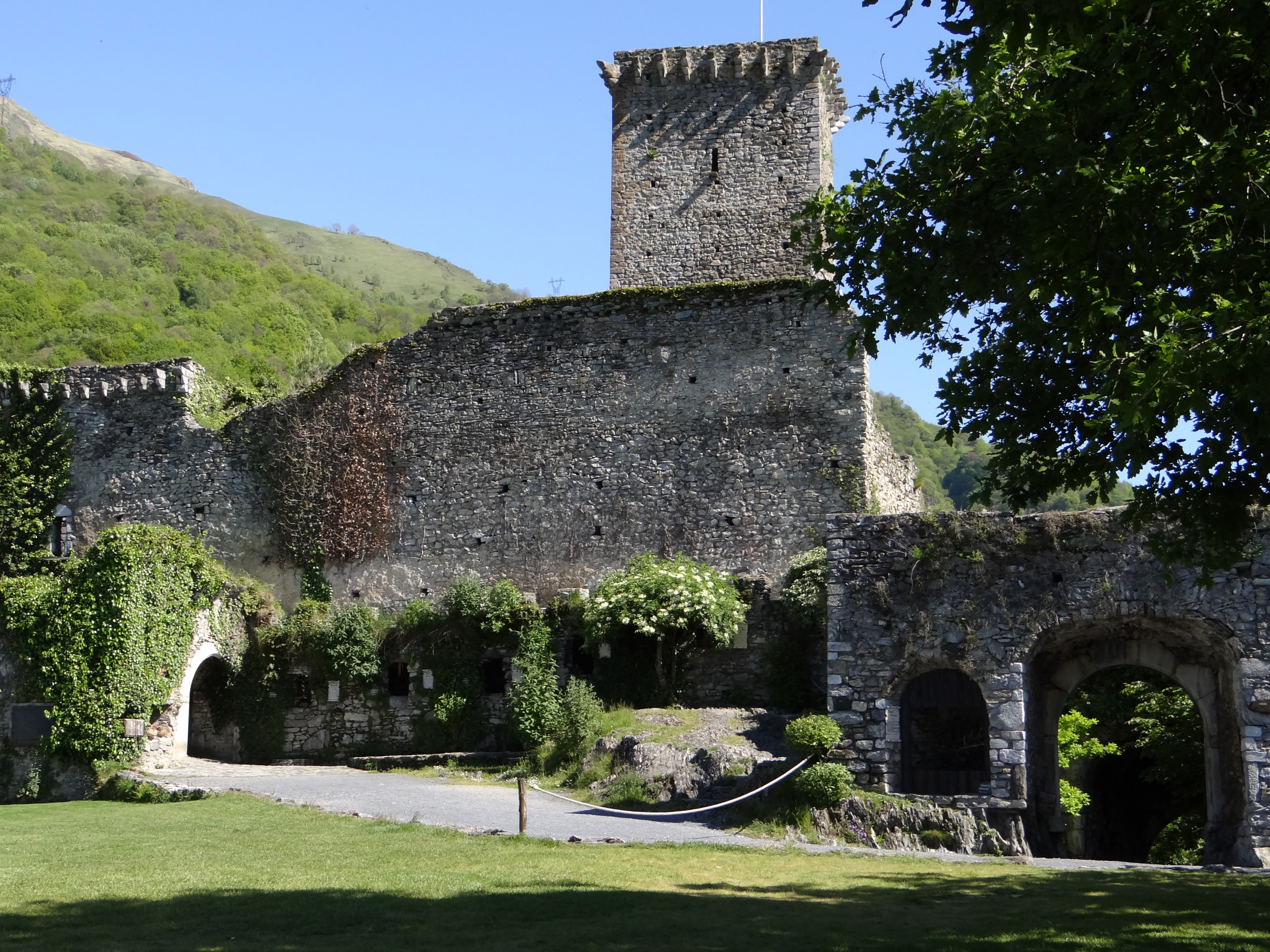
Château de Beaucens - Donjon des aigles en 2013.
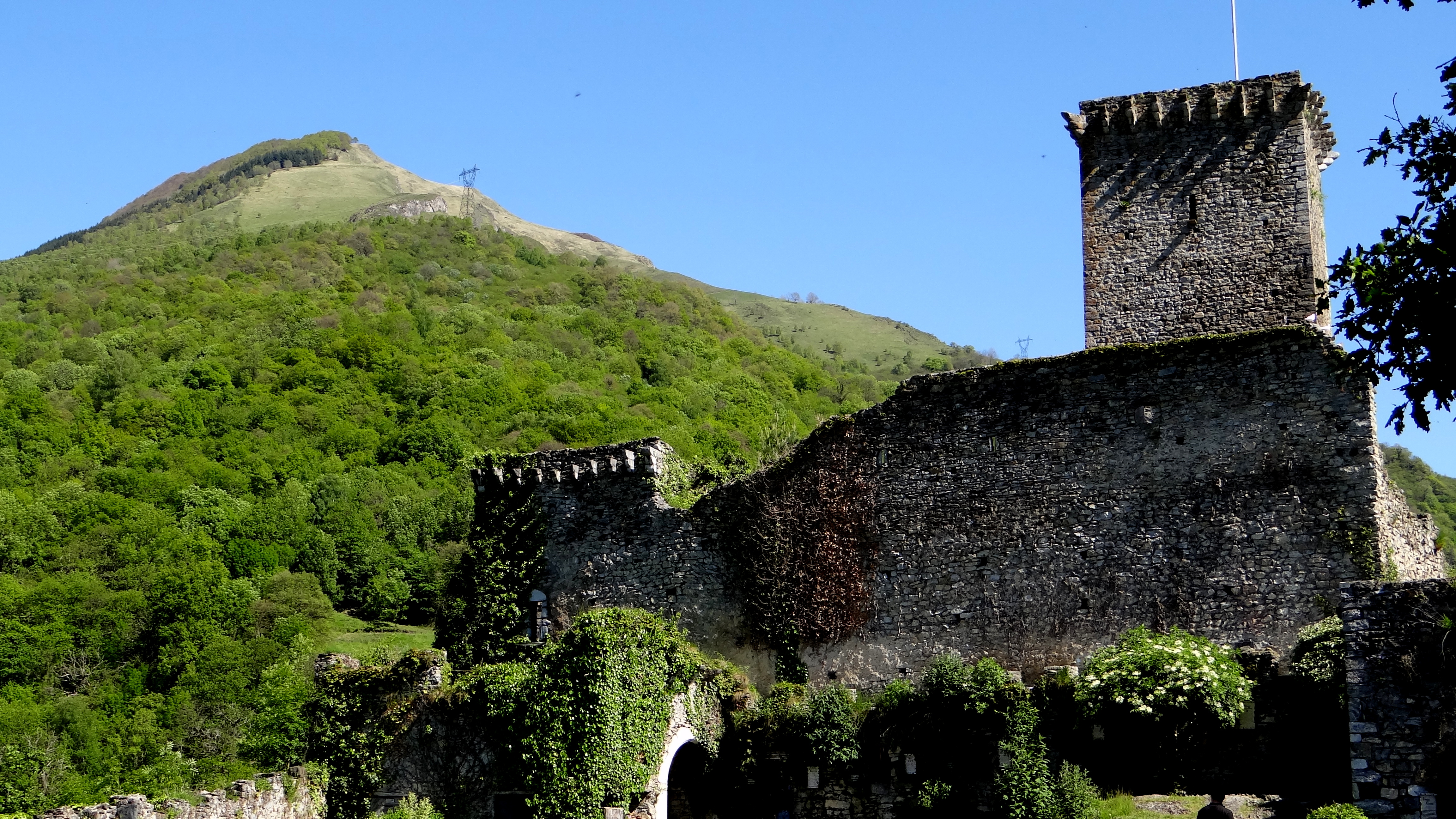
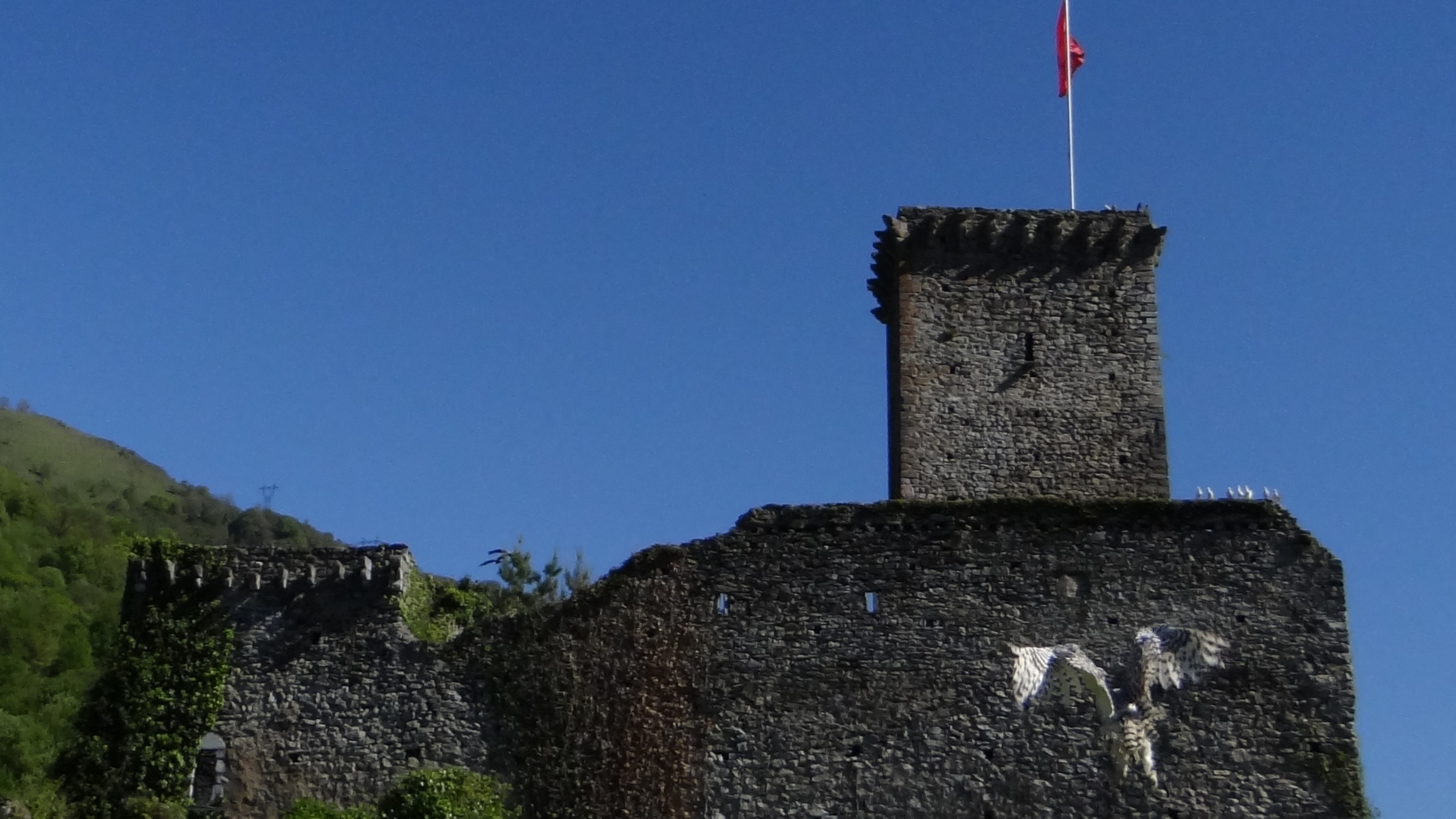
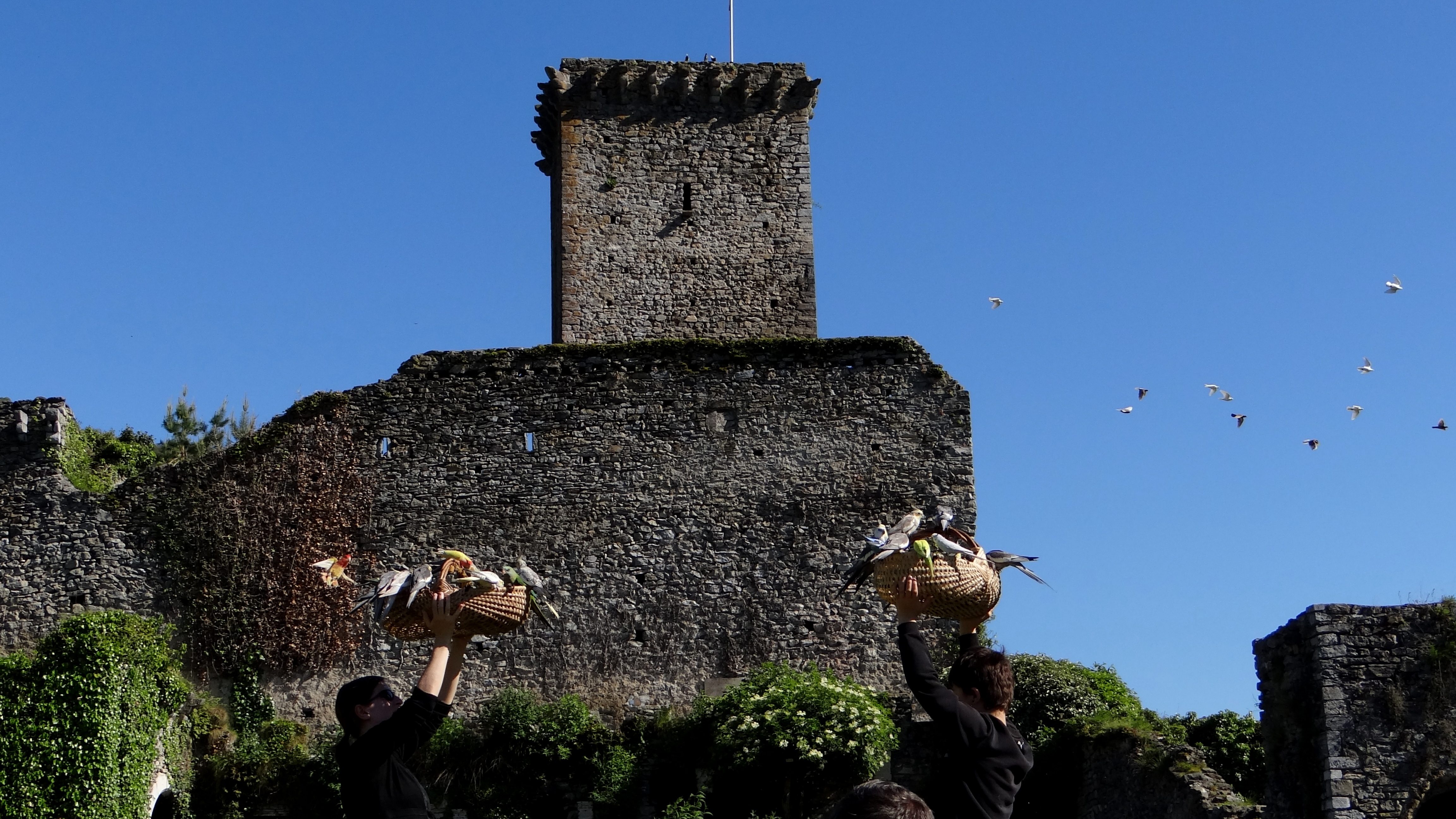

### Les acteurs

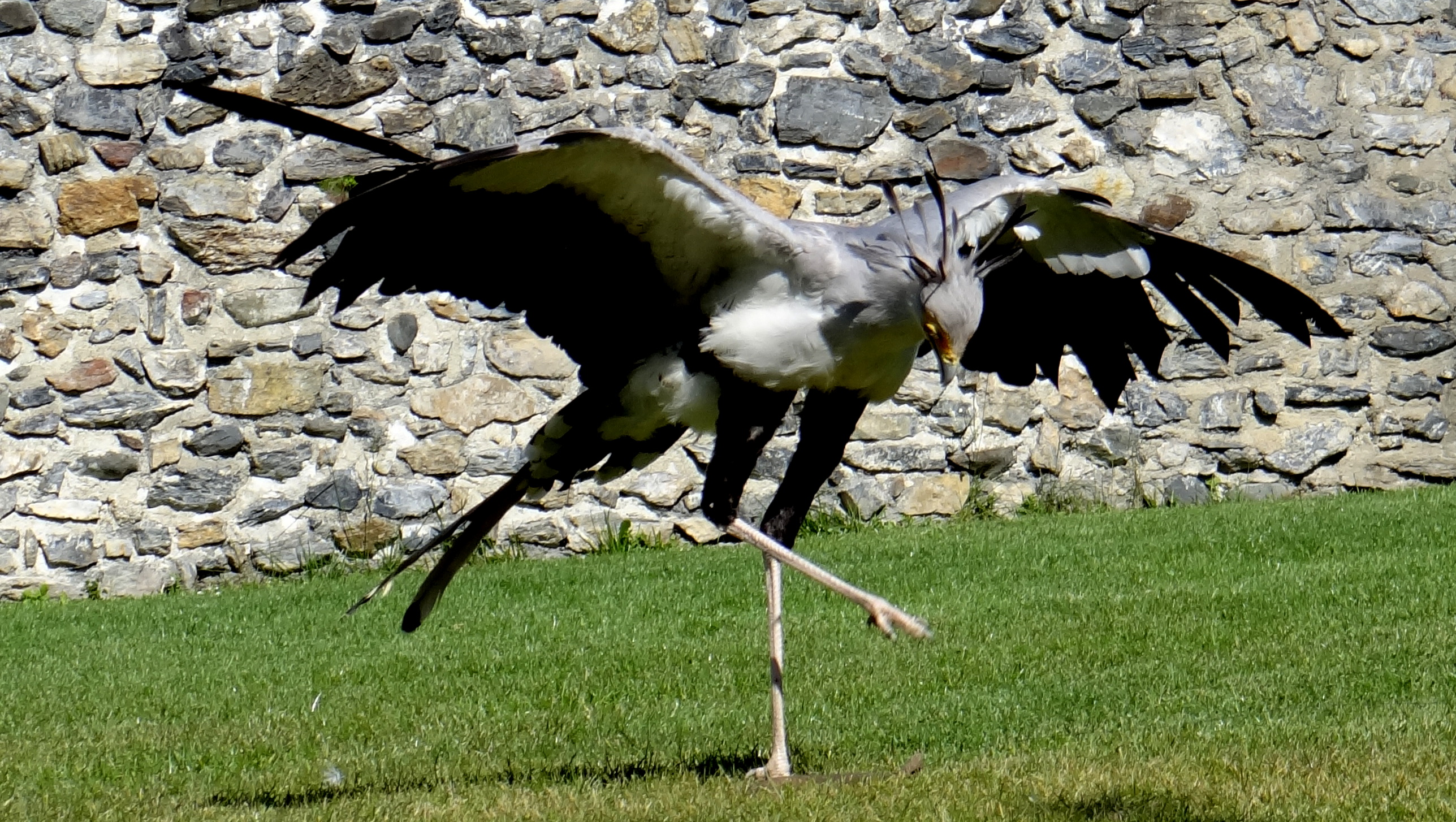
Château de Beaucens - Serpentaire Messager sagittaire
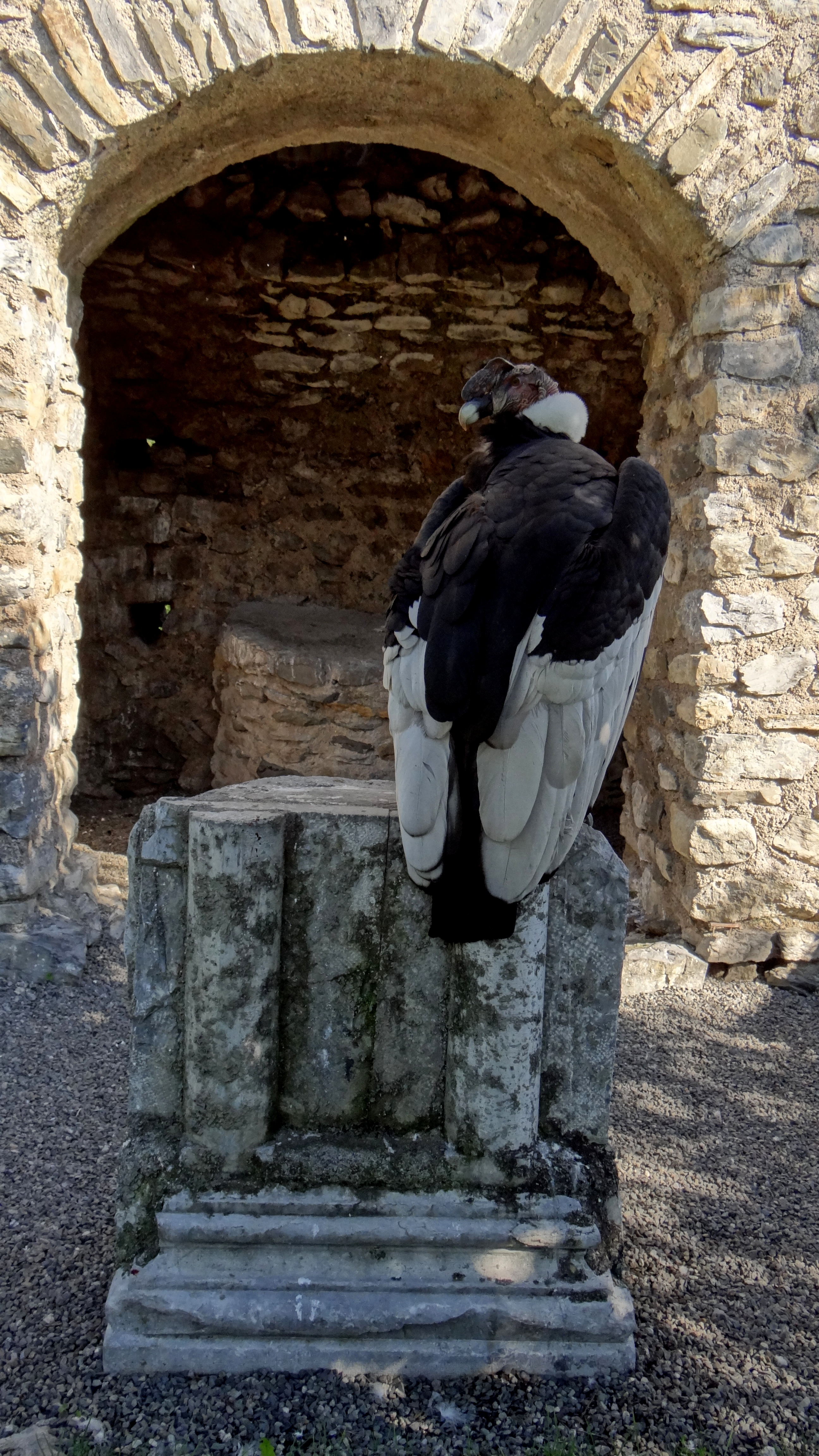
Condor des Andes
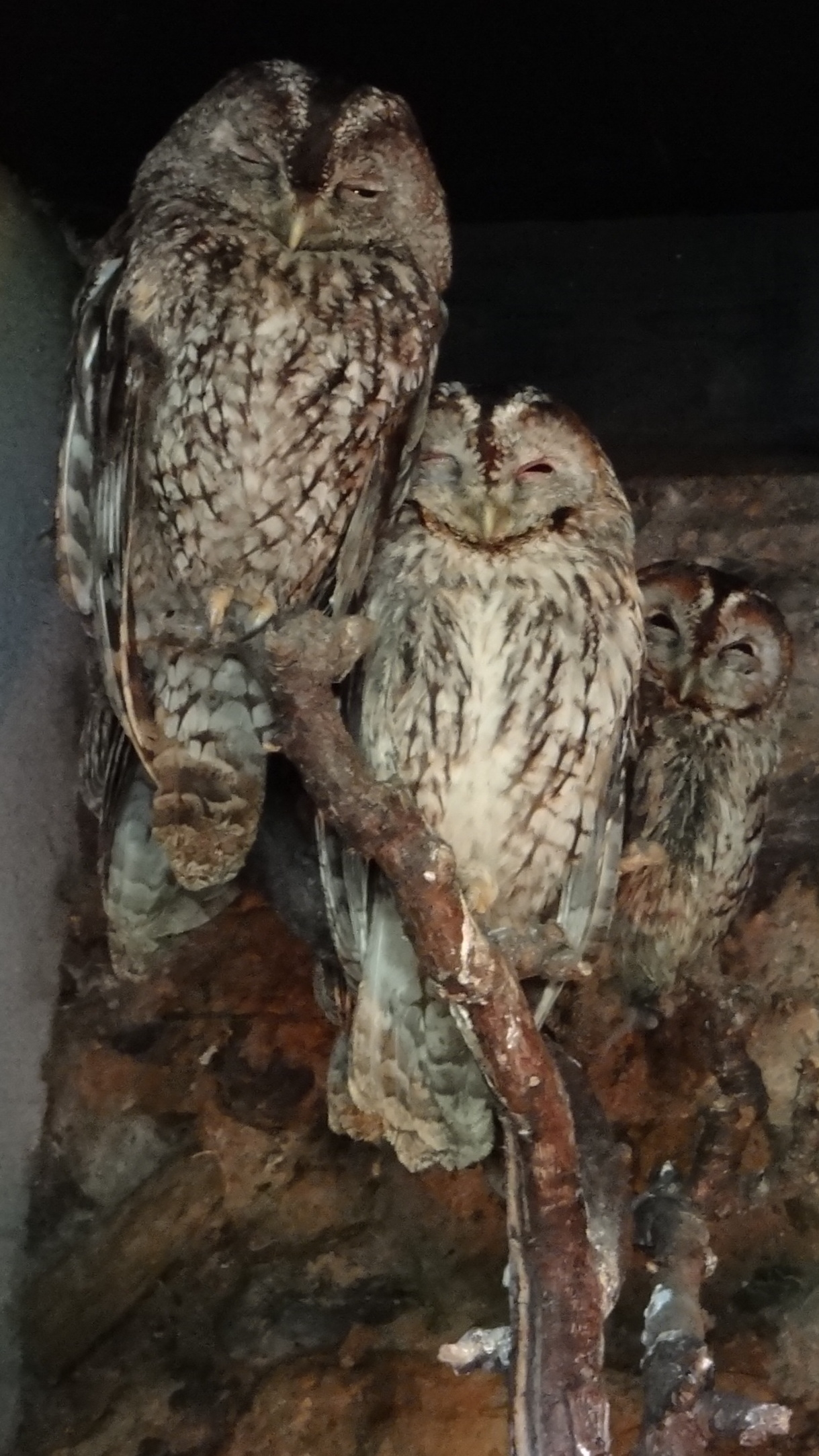
Chouette Hulotte
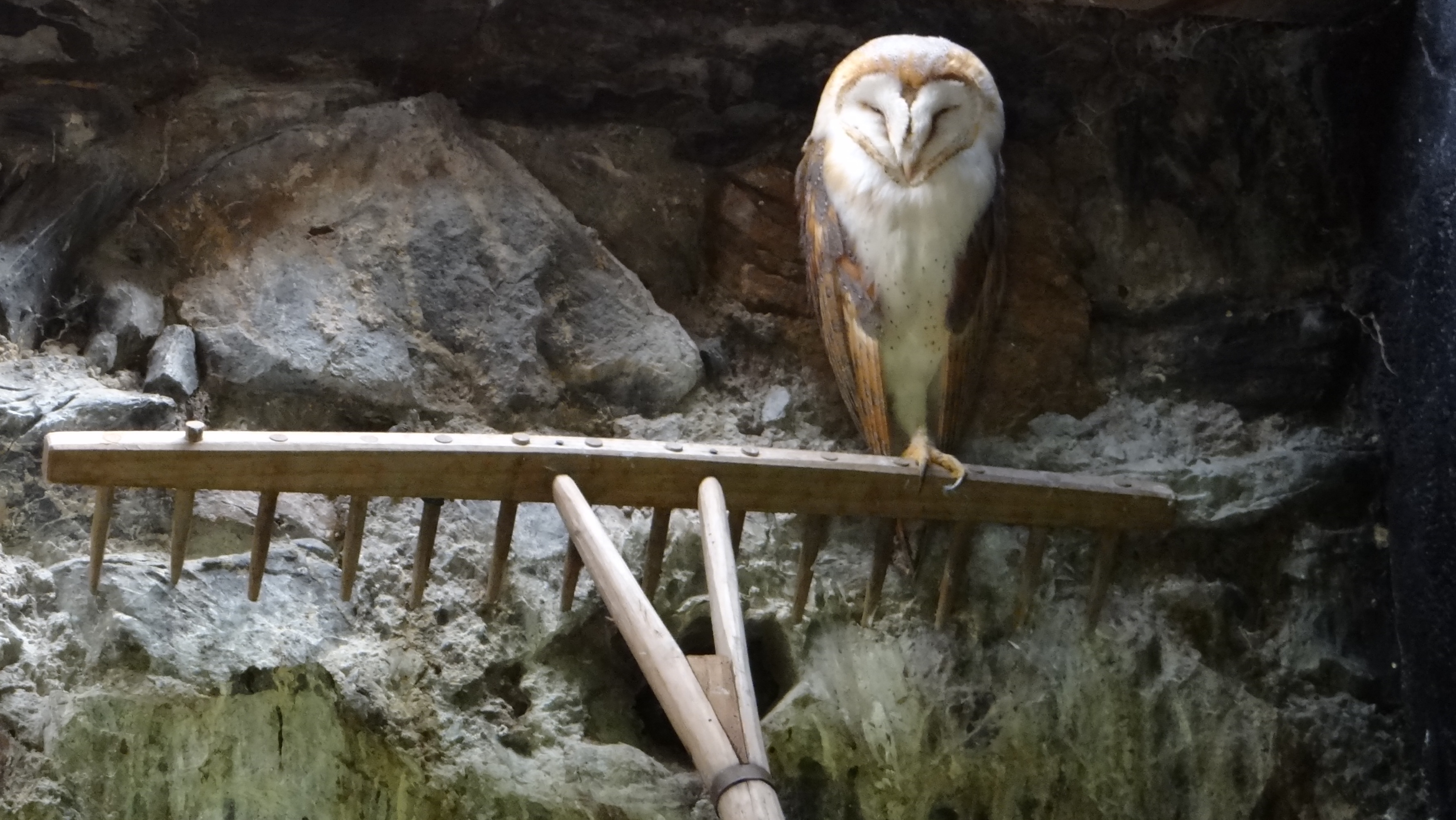
Chouette Effraie
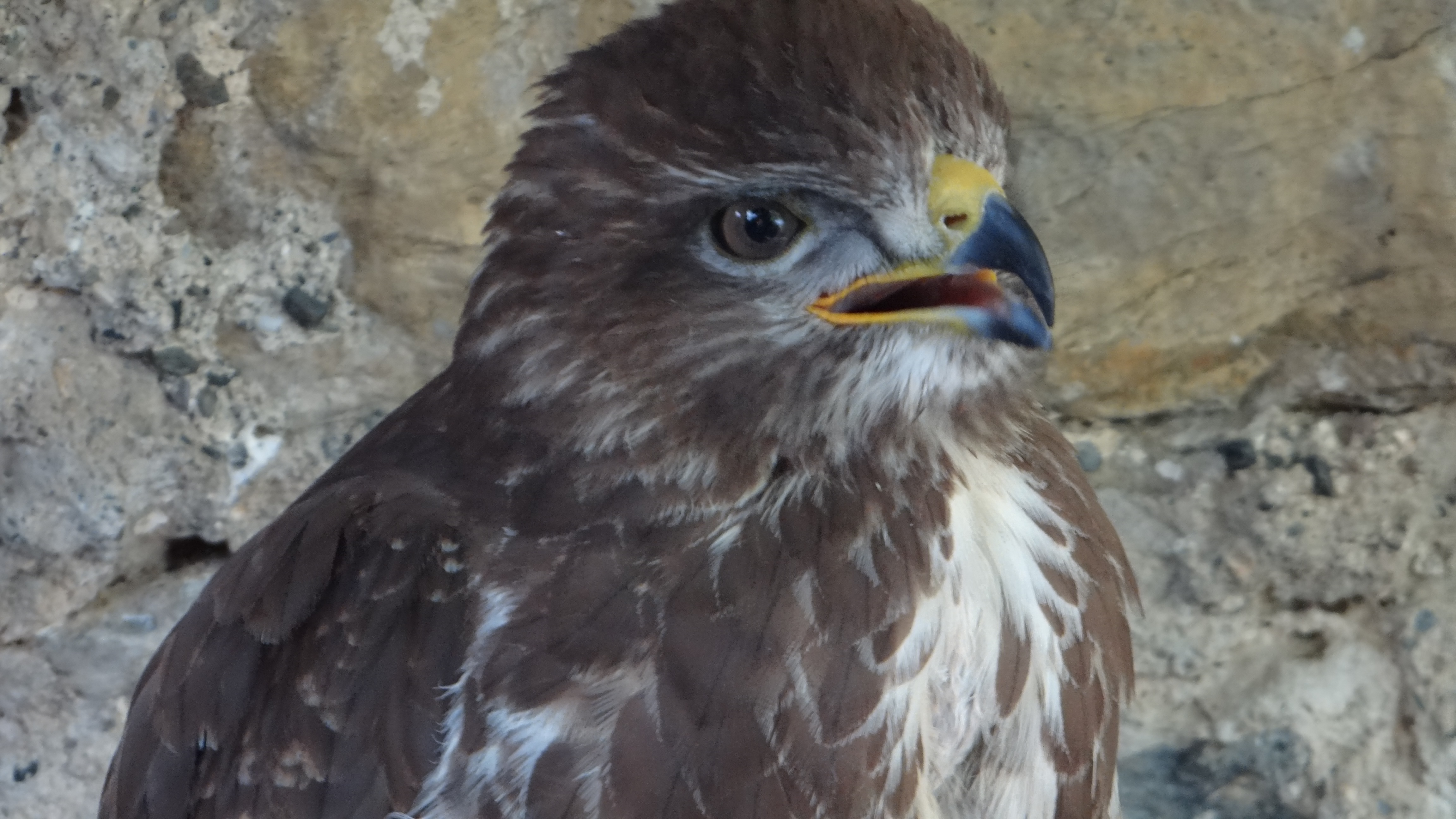
Buse variable
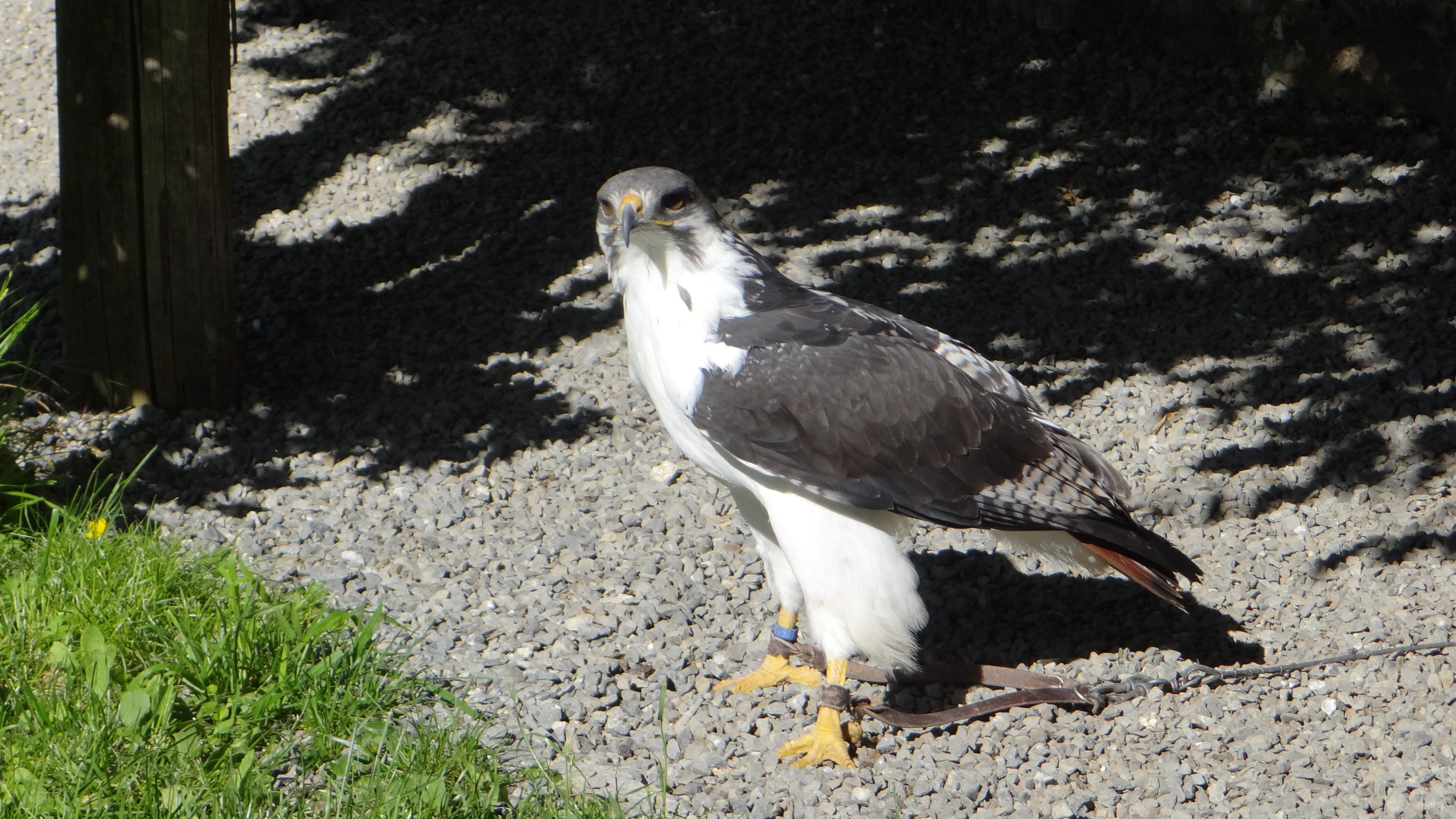
Buse augure
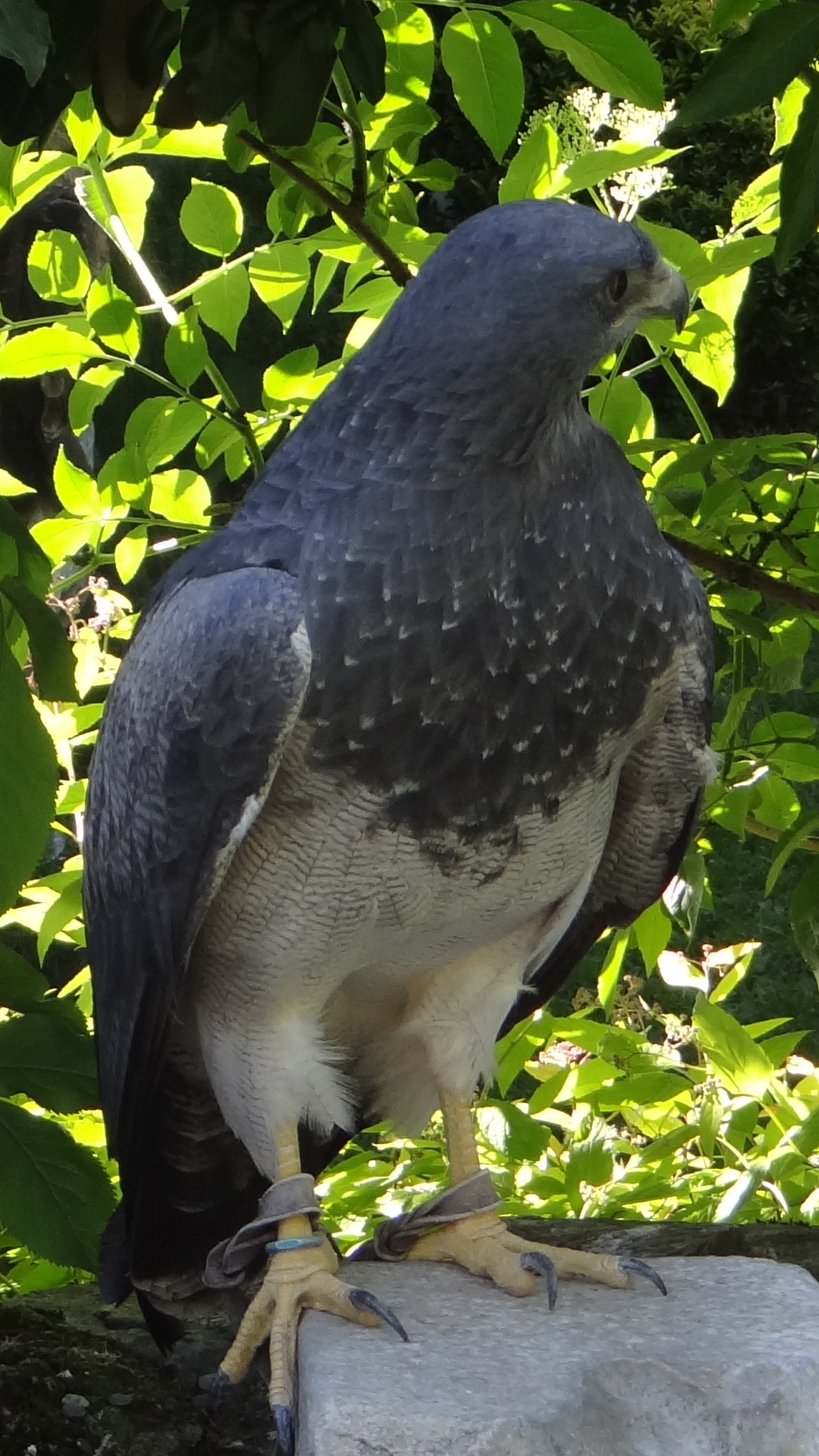
Buse aguia
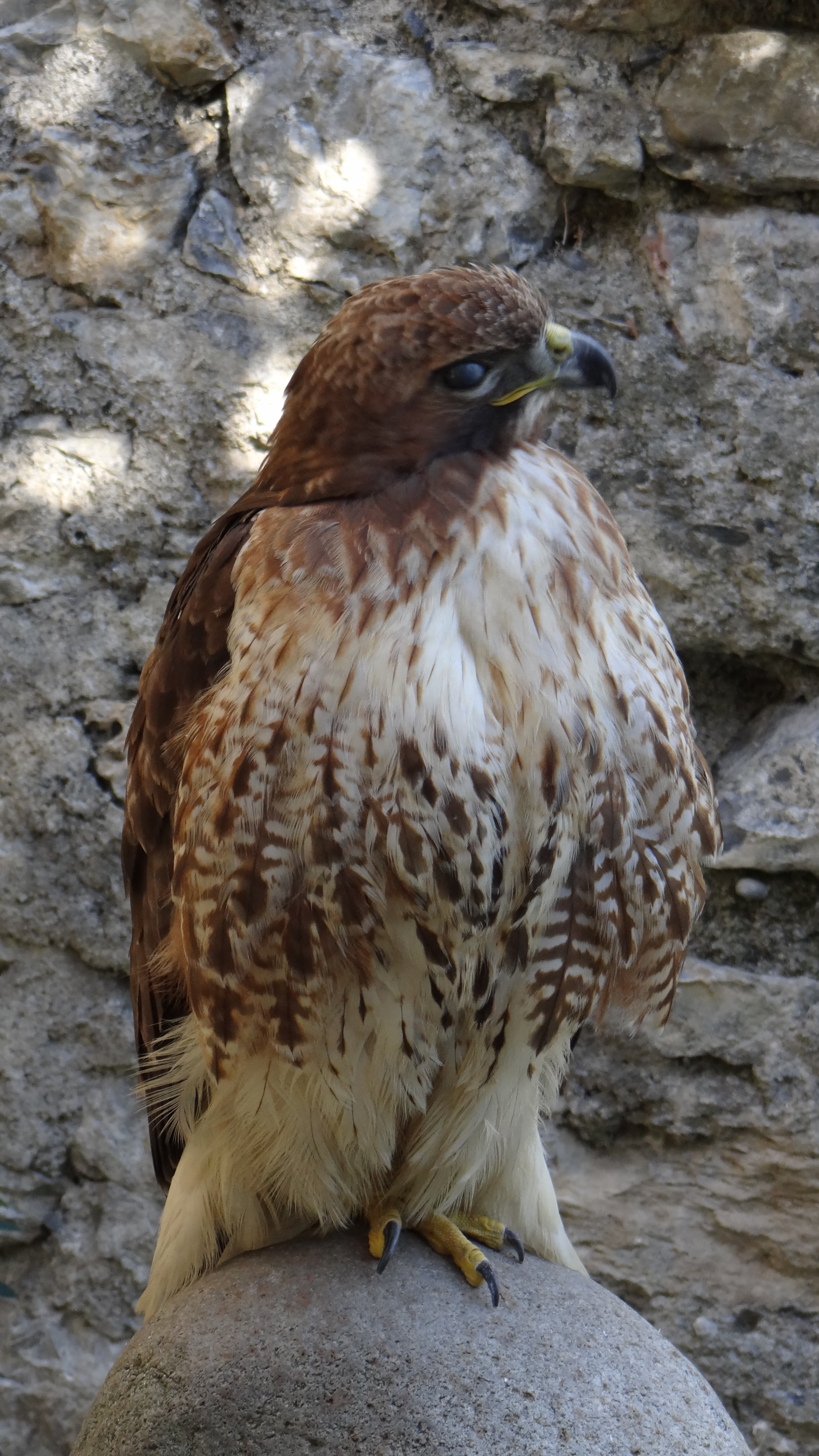
Buse à queue rousse
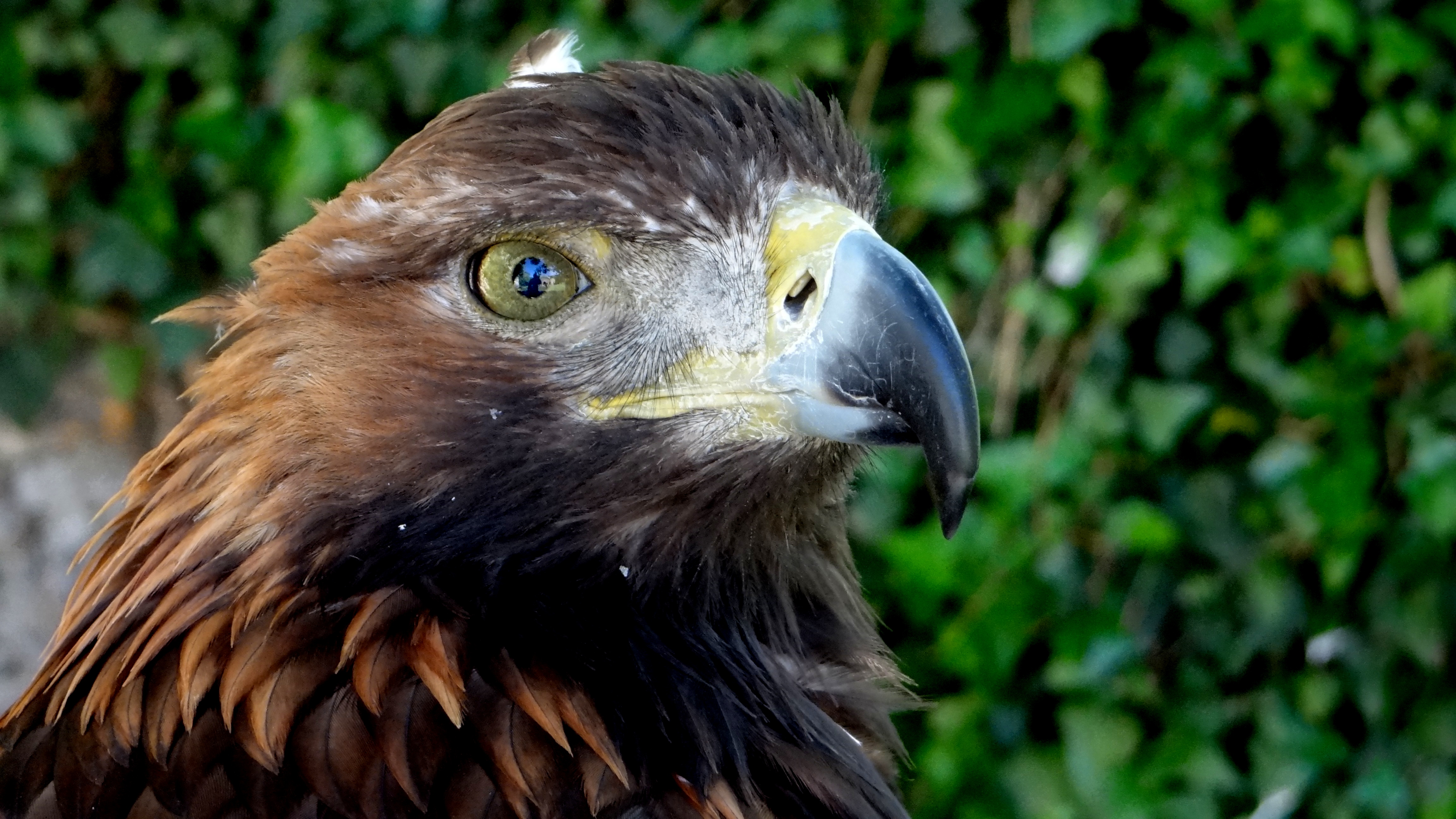
Aigle Royal
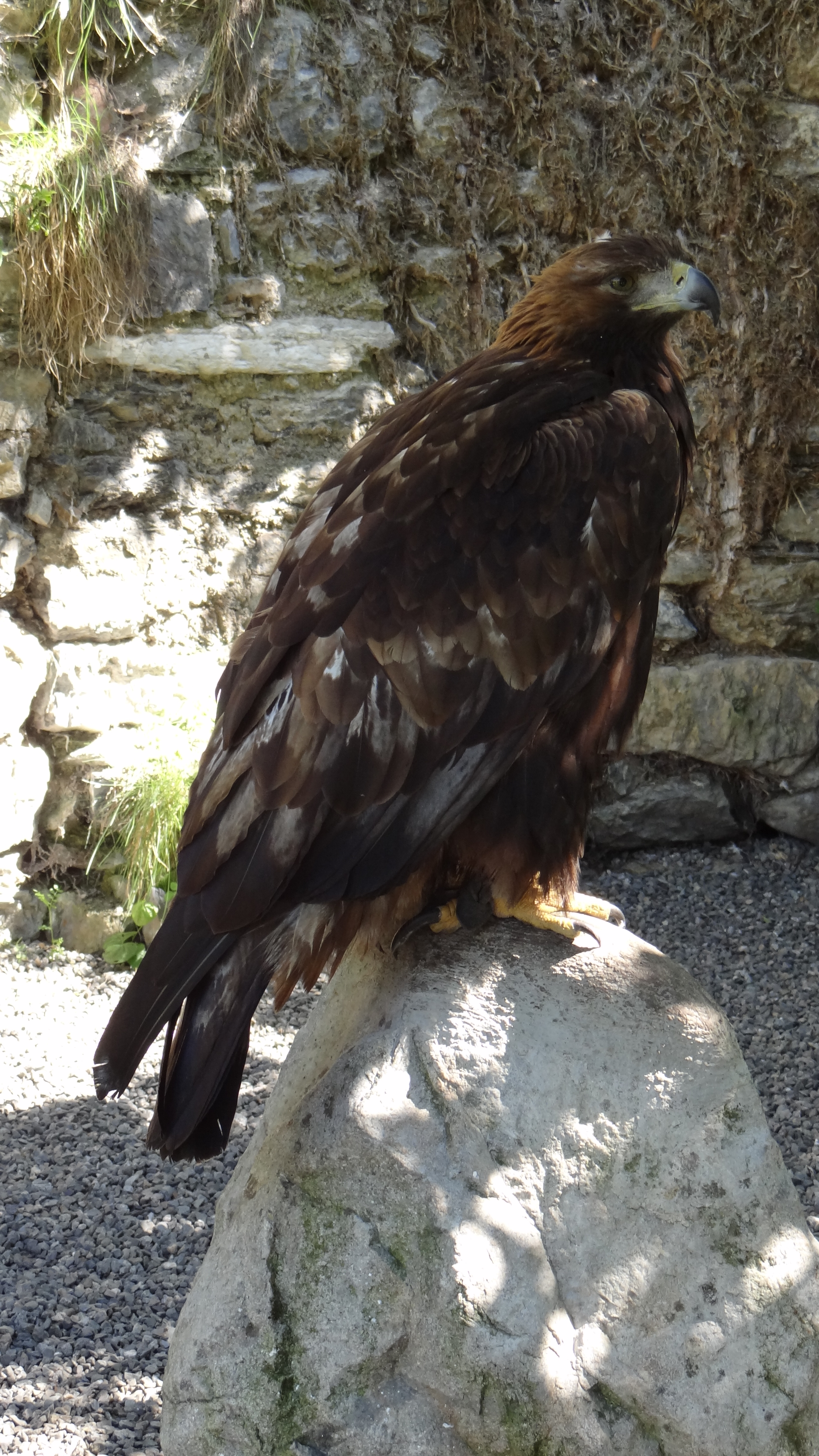
Aigle Royal
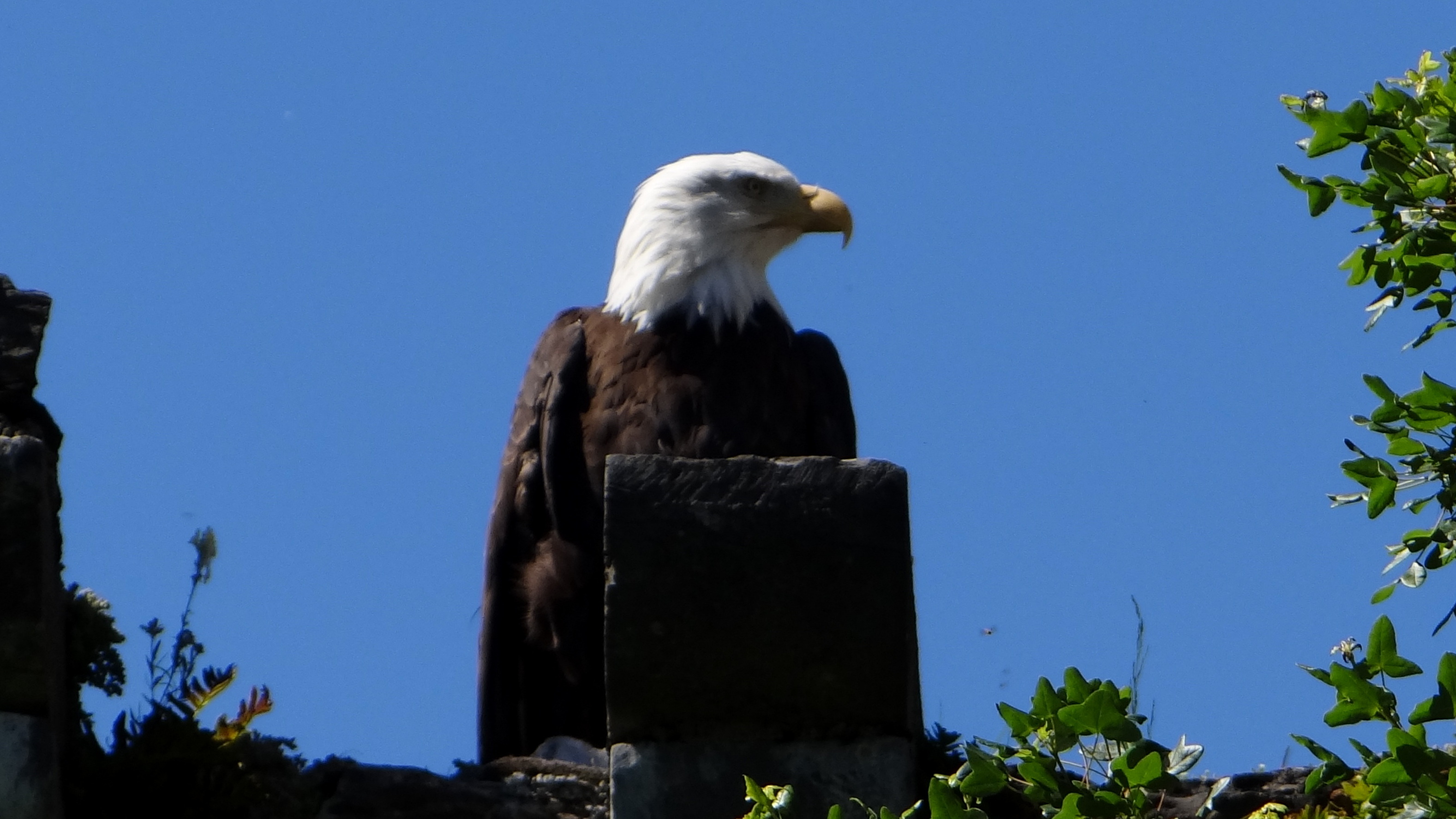
Pygargue - Aigle pêcheur
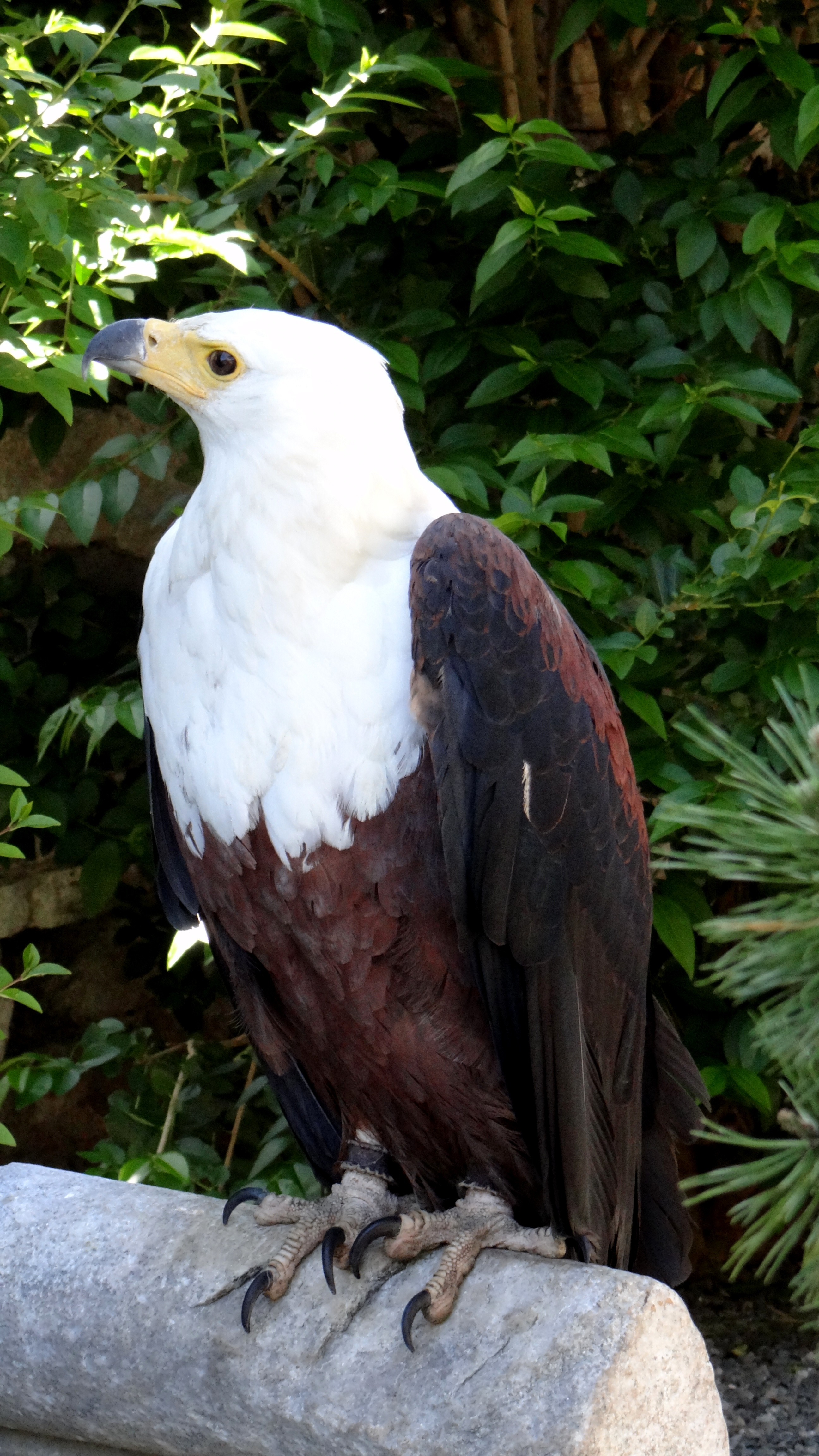
Pygargue - Aigle pêcheur
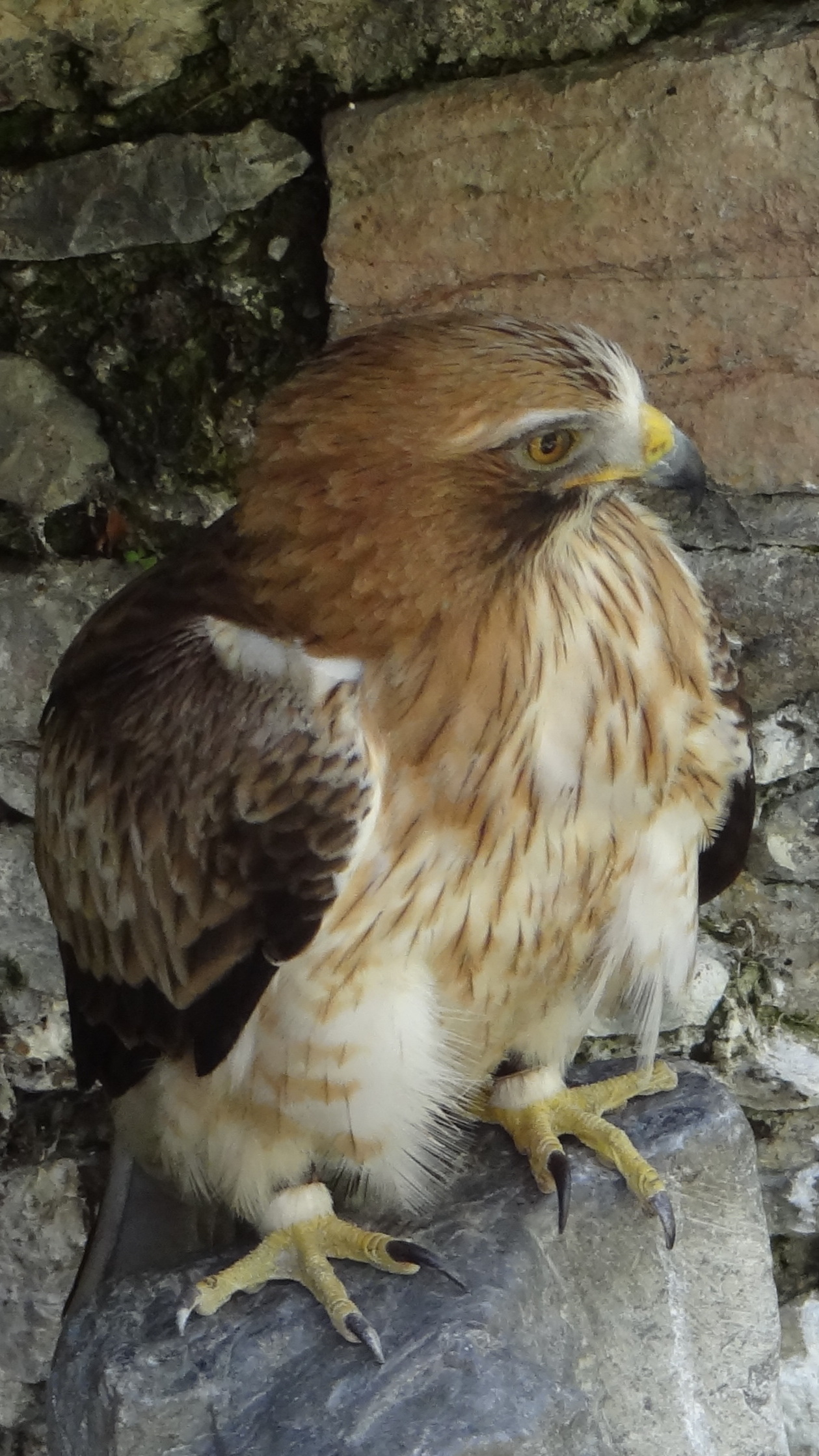
Aigle botté
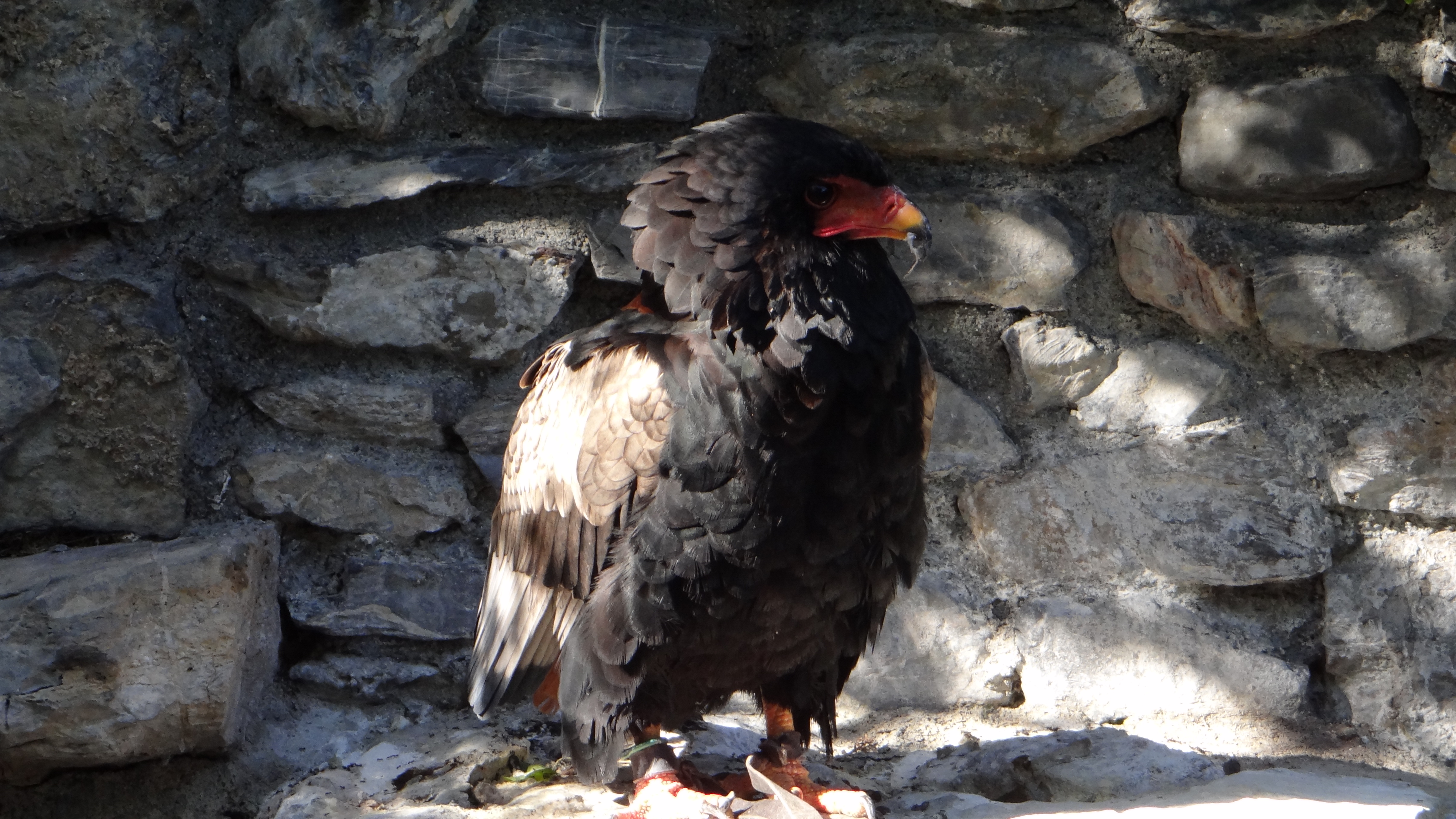
Aigle bateleur
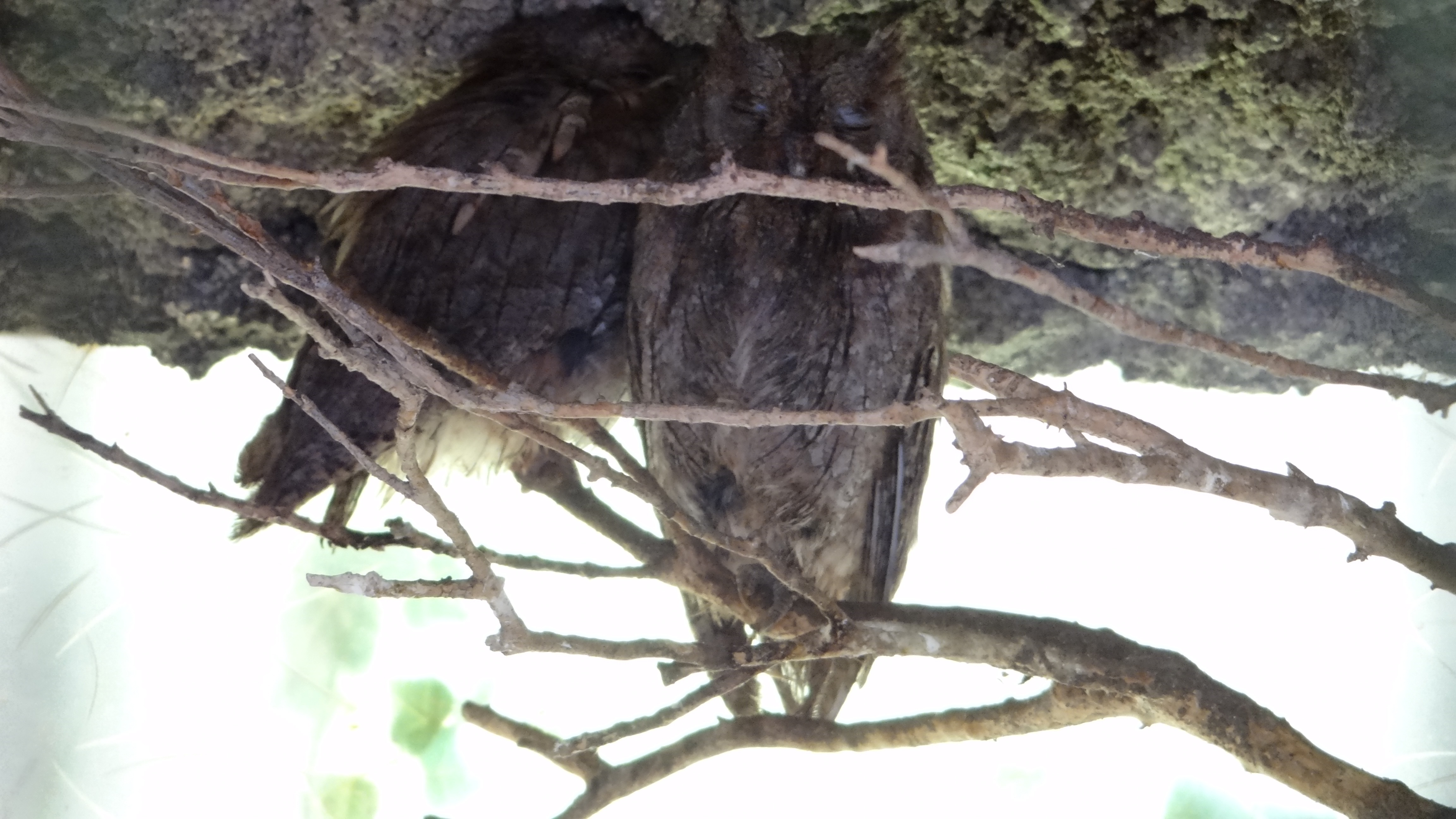
Hibou petit-duc

### Les vols

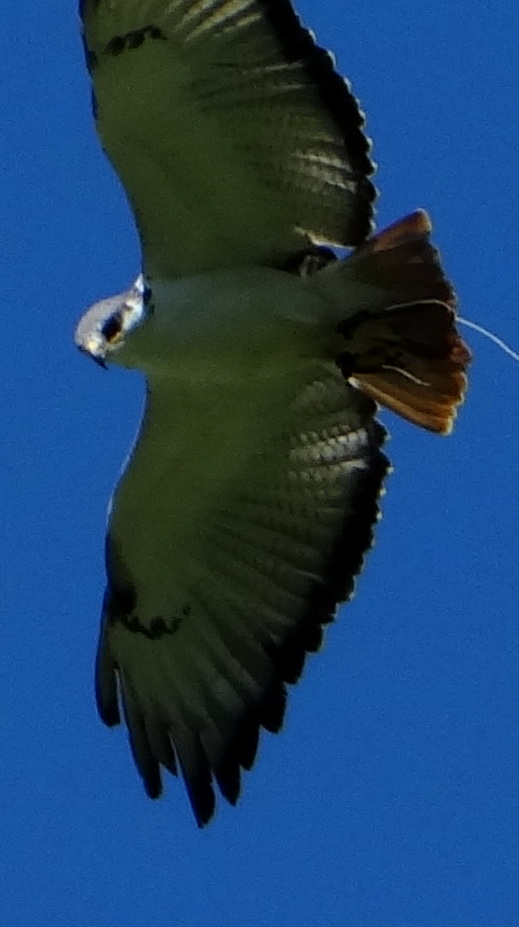
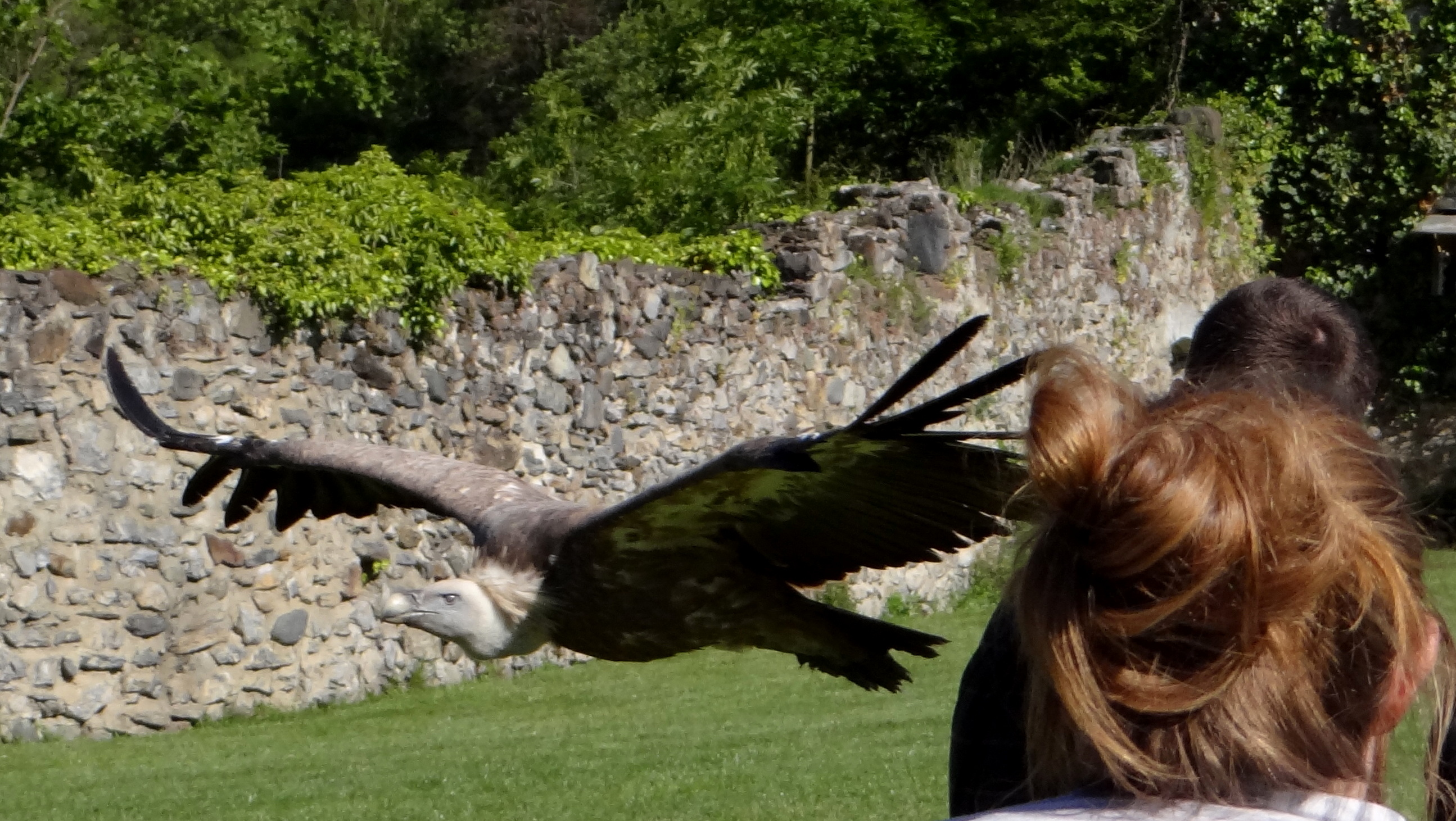
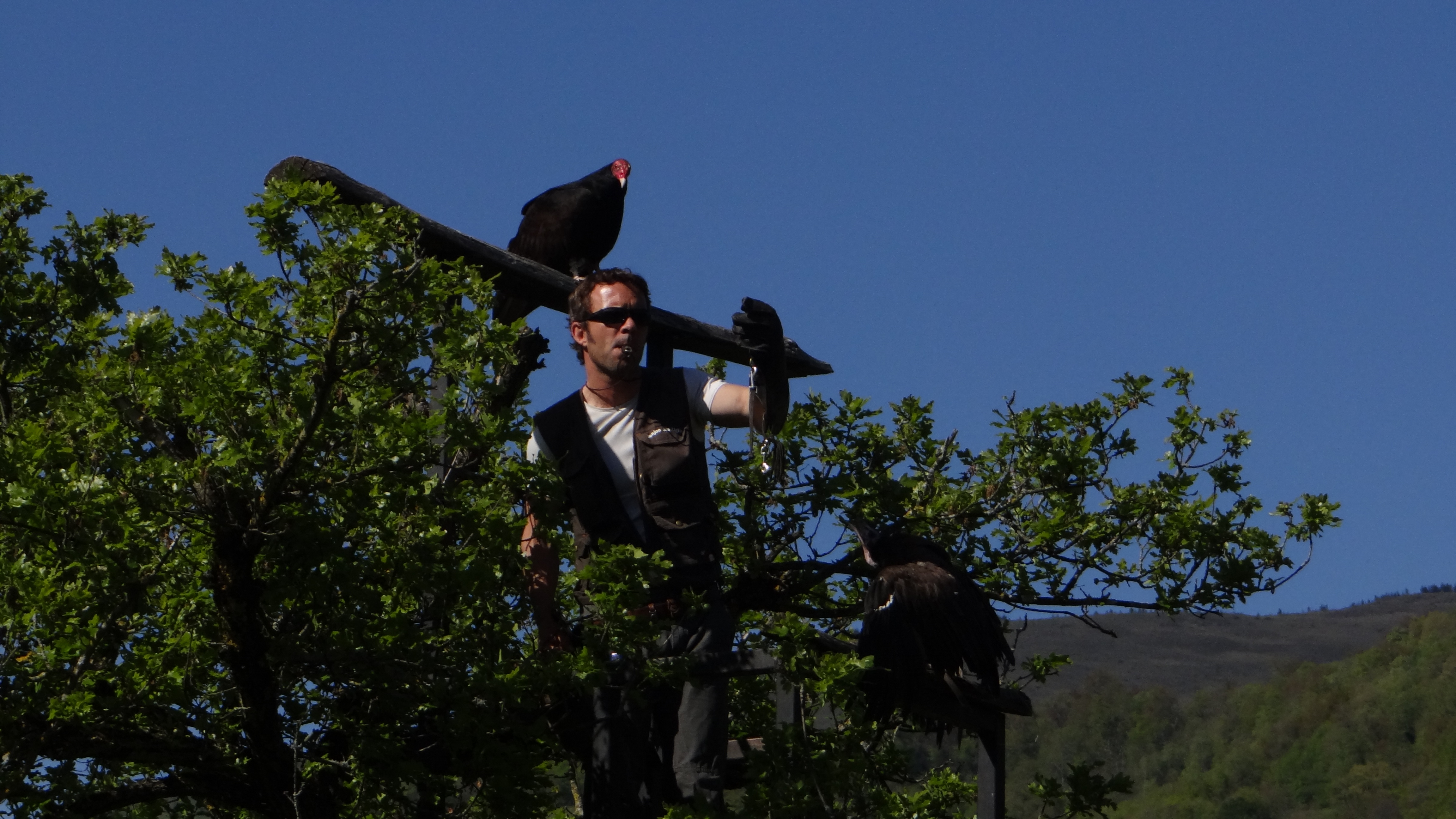
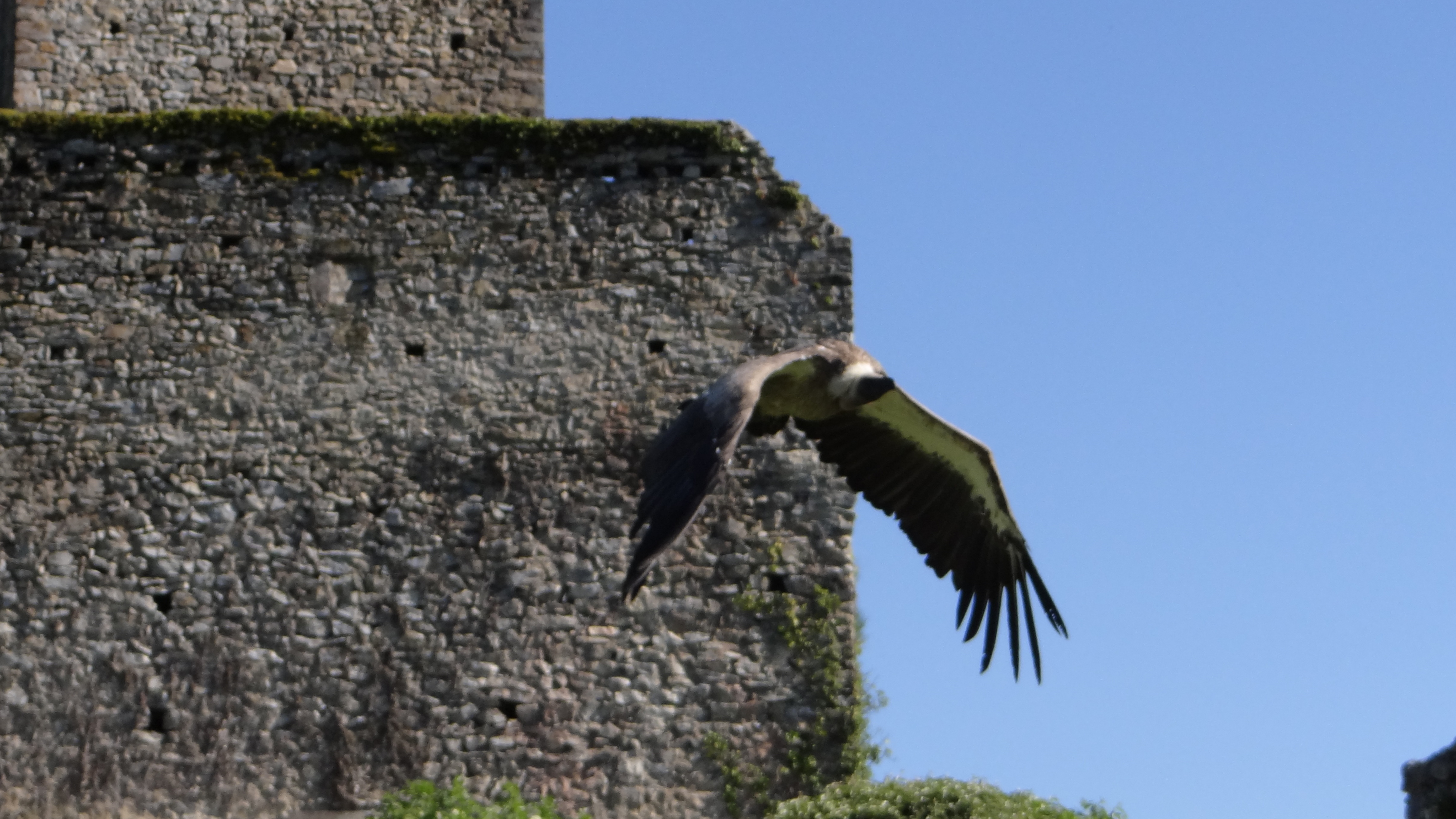
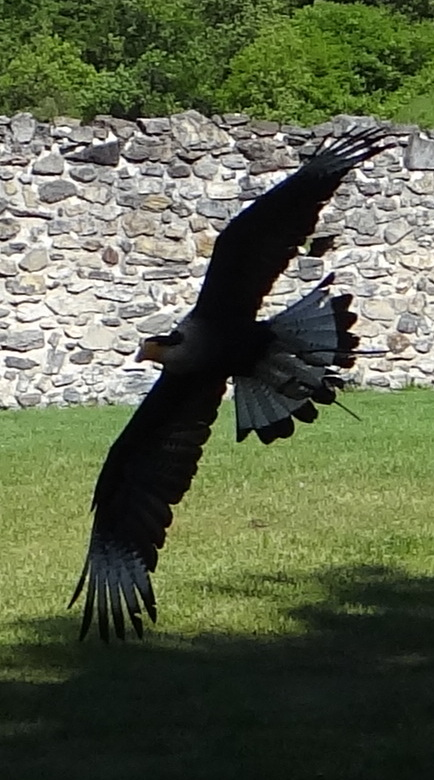
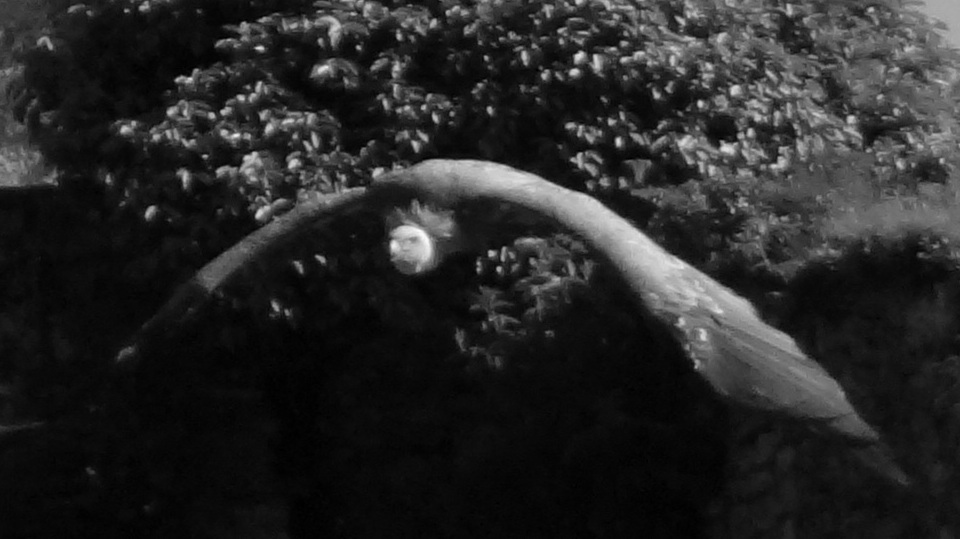
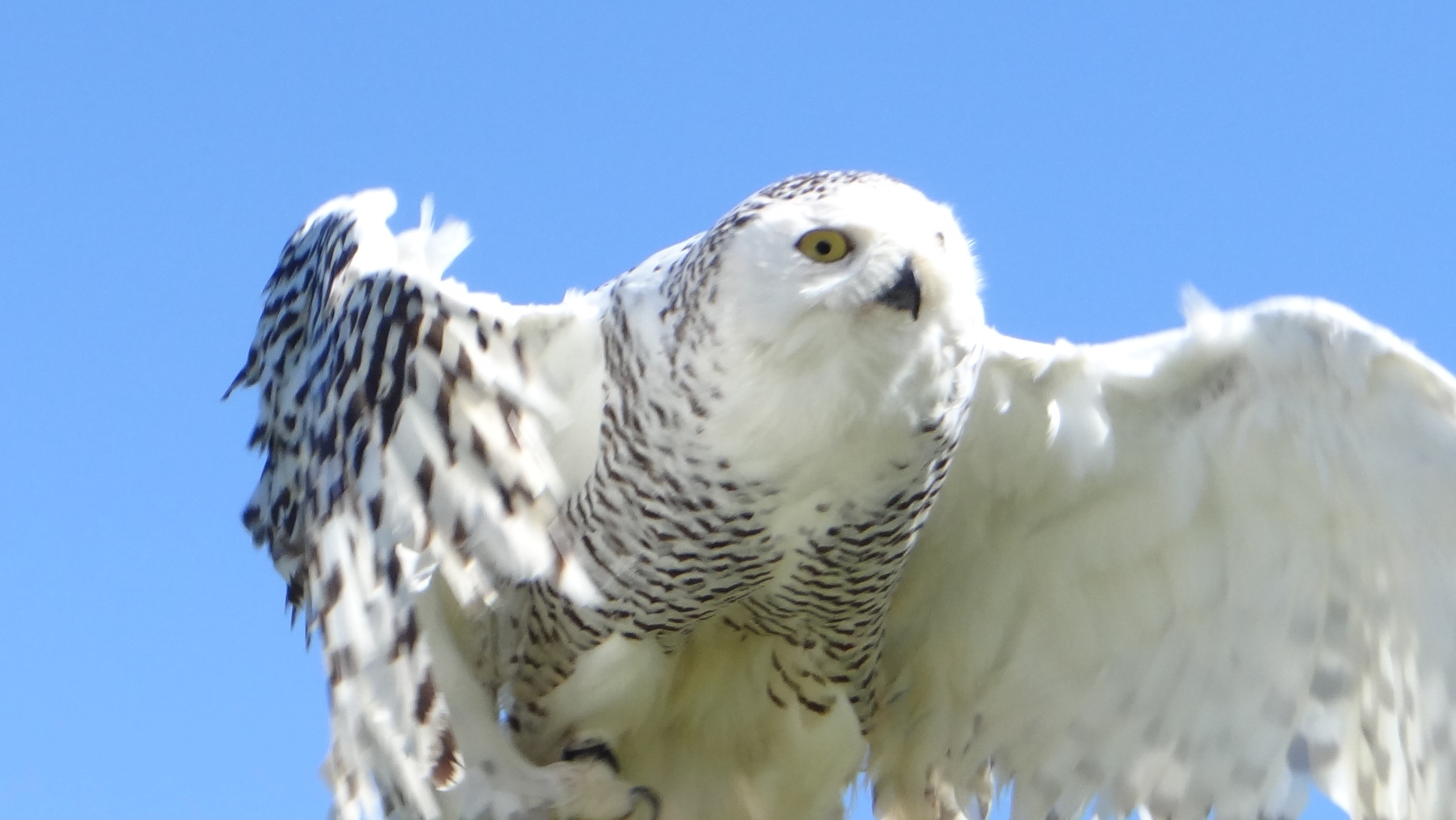
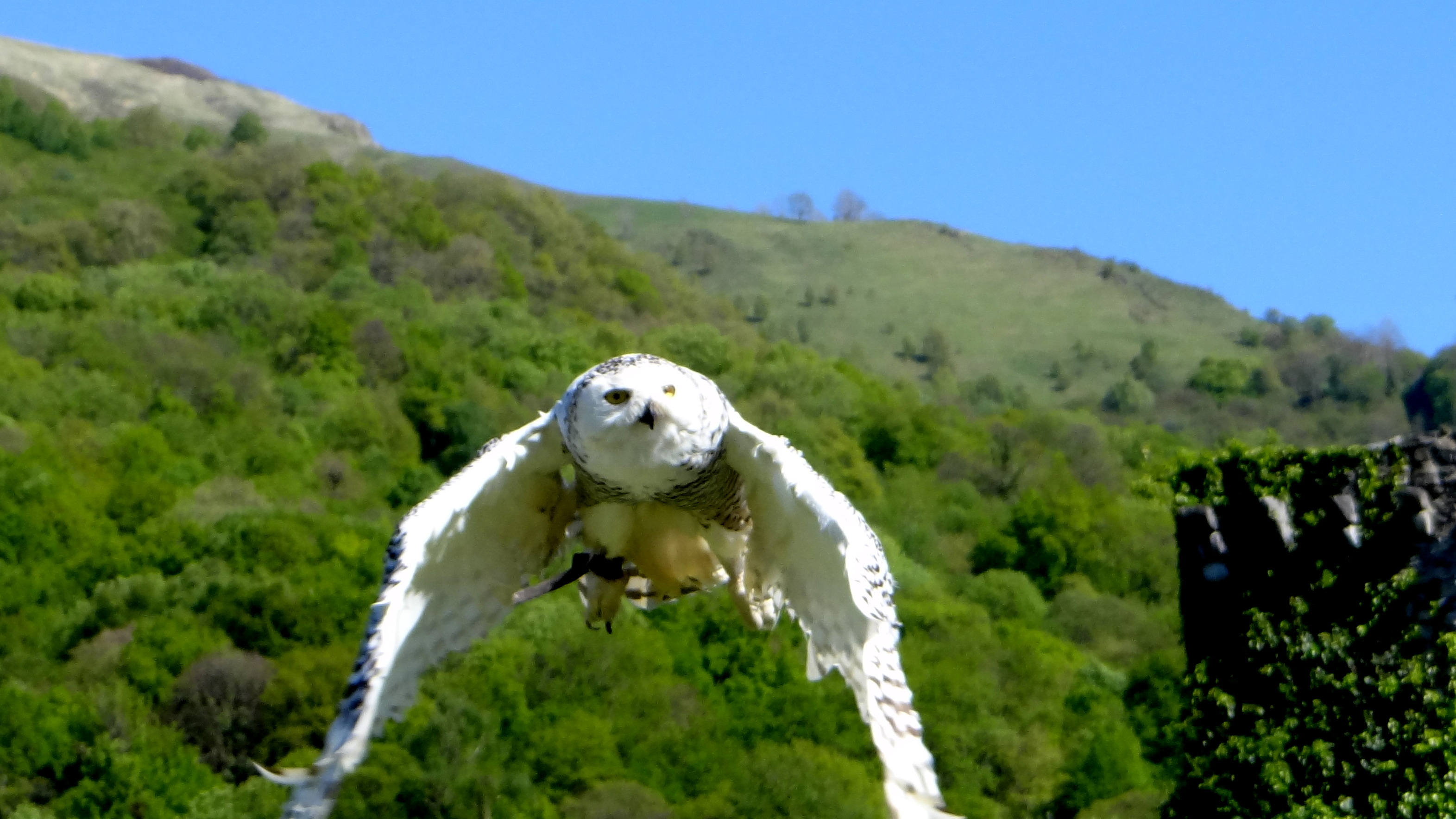
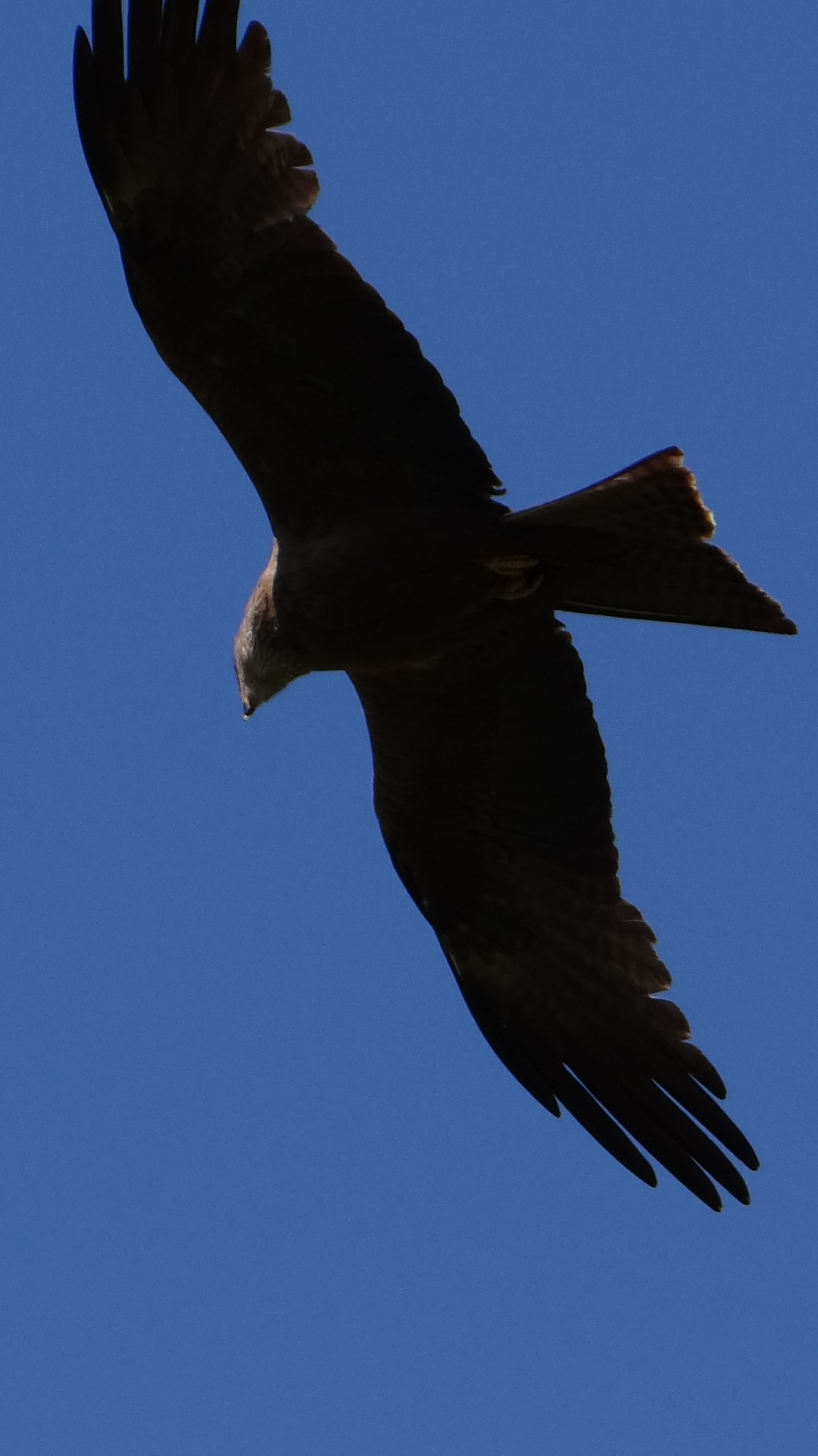
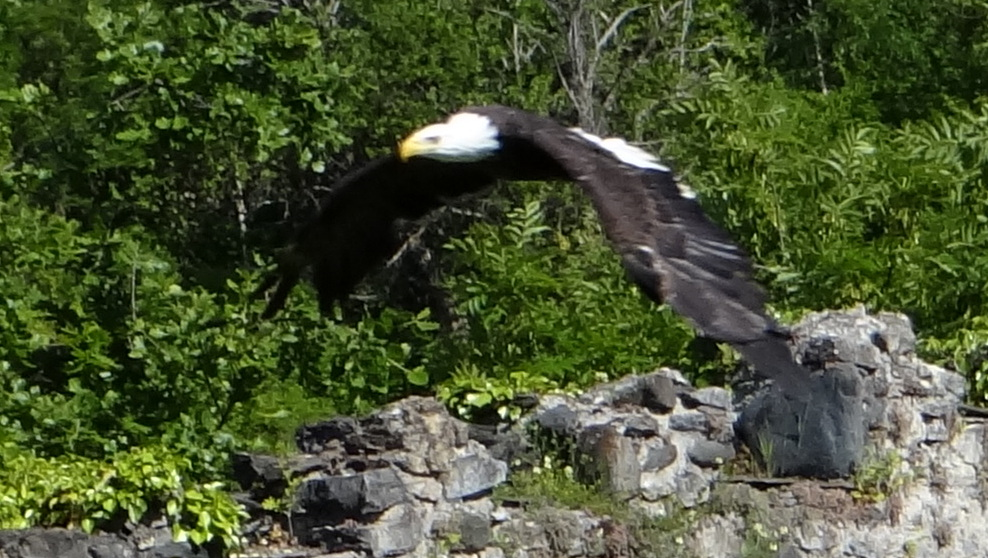
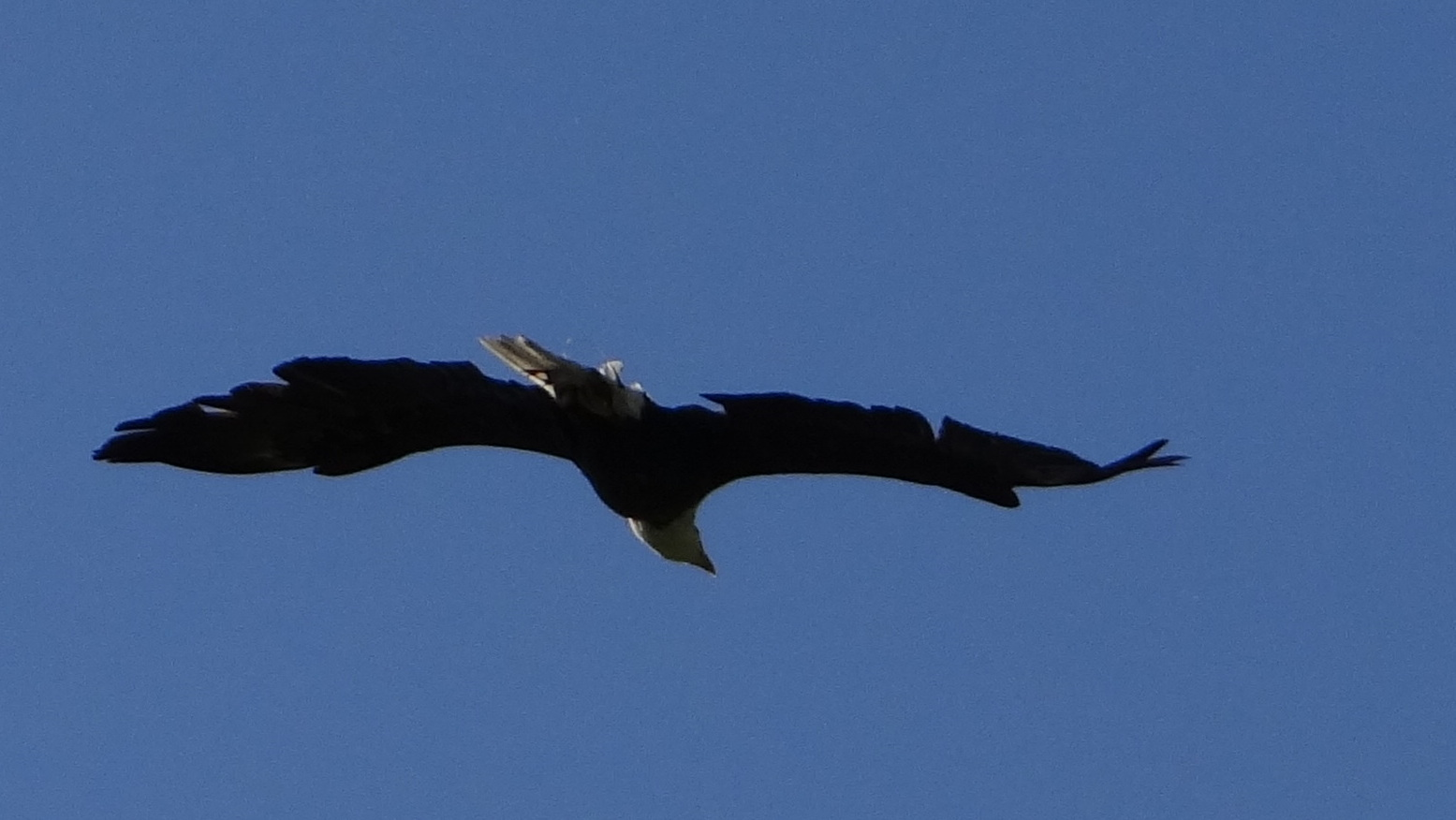

### Action - Réactions

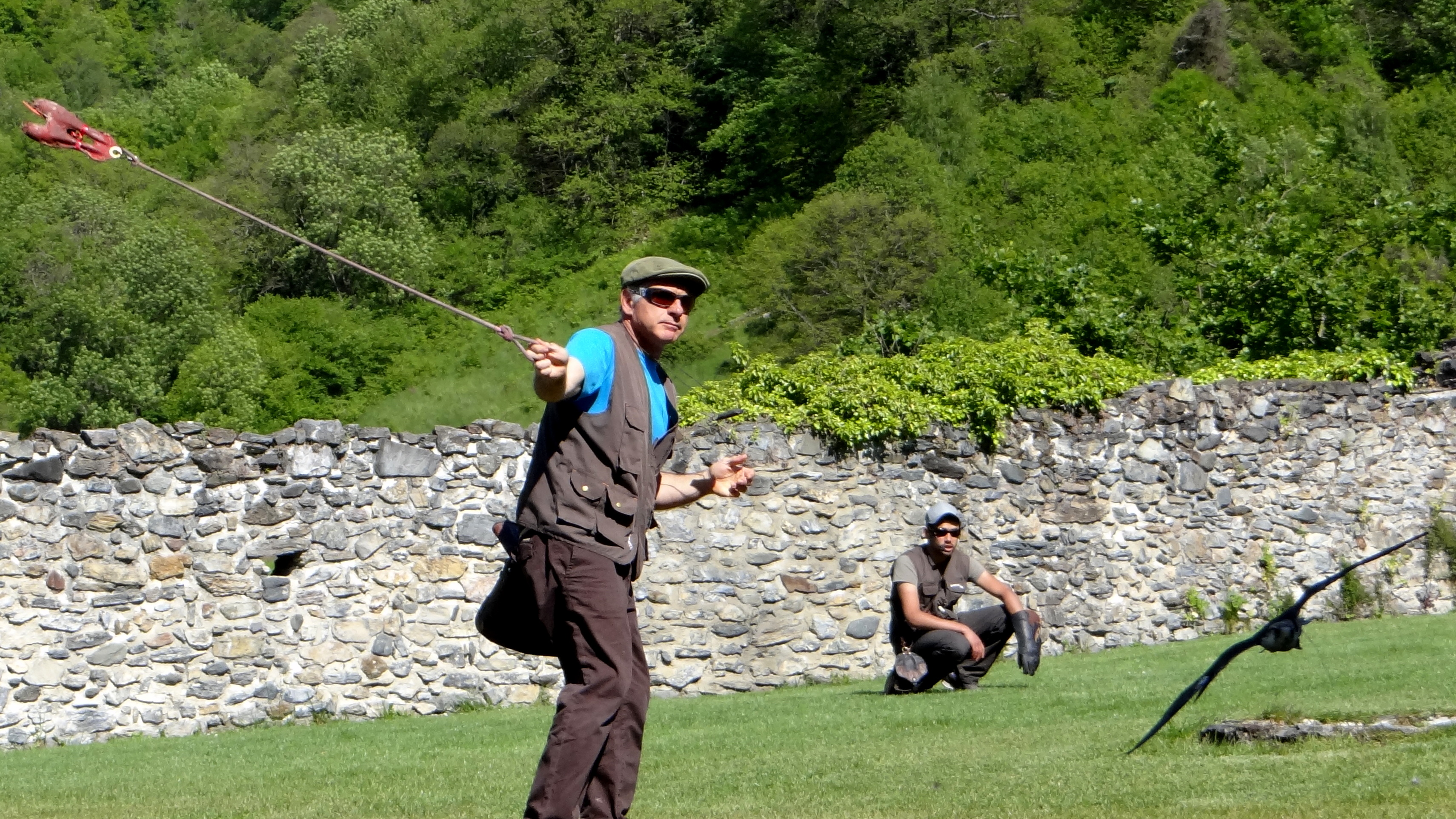
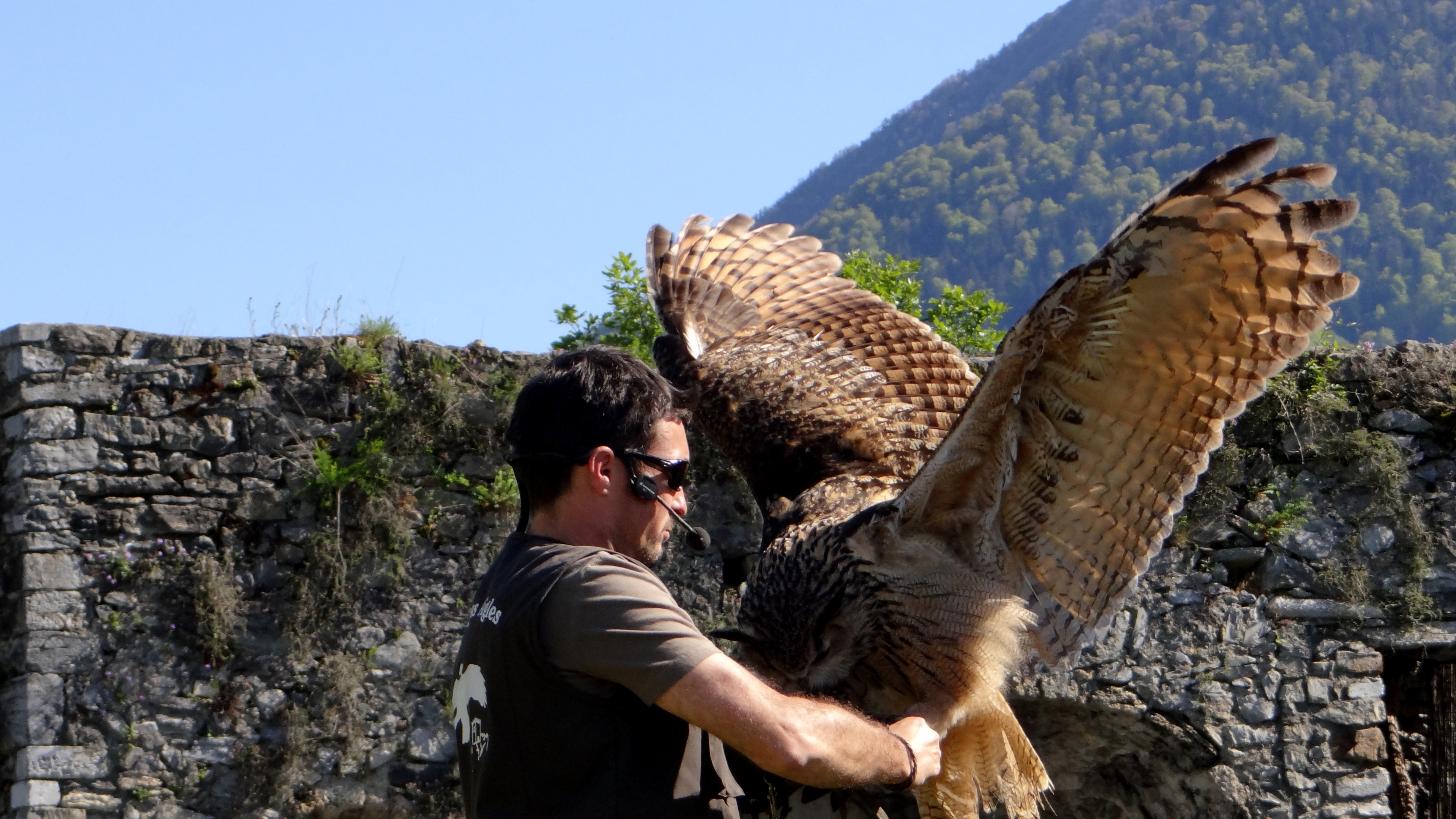
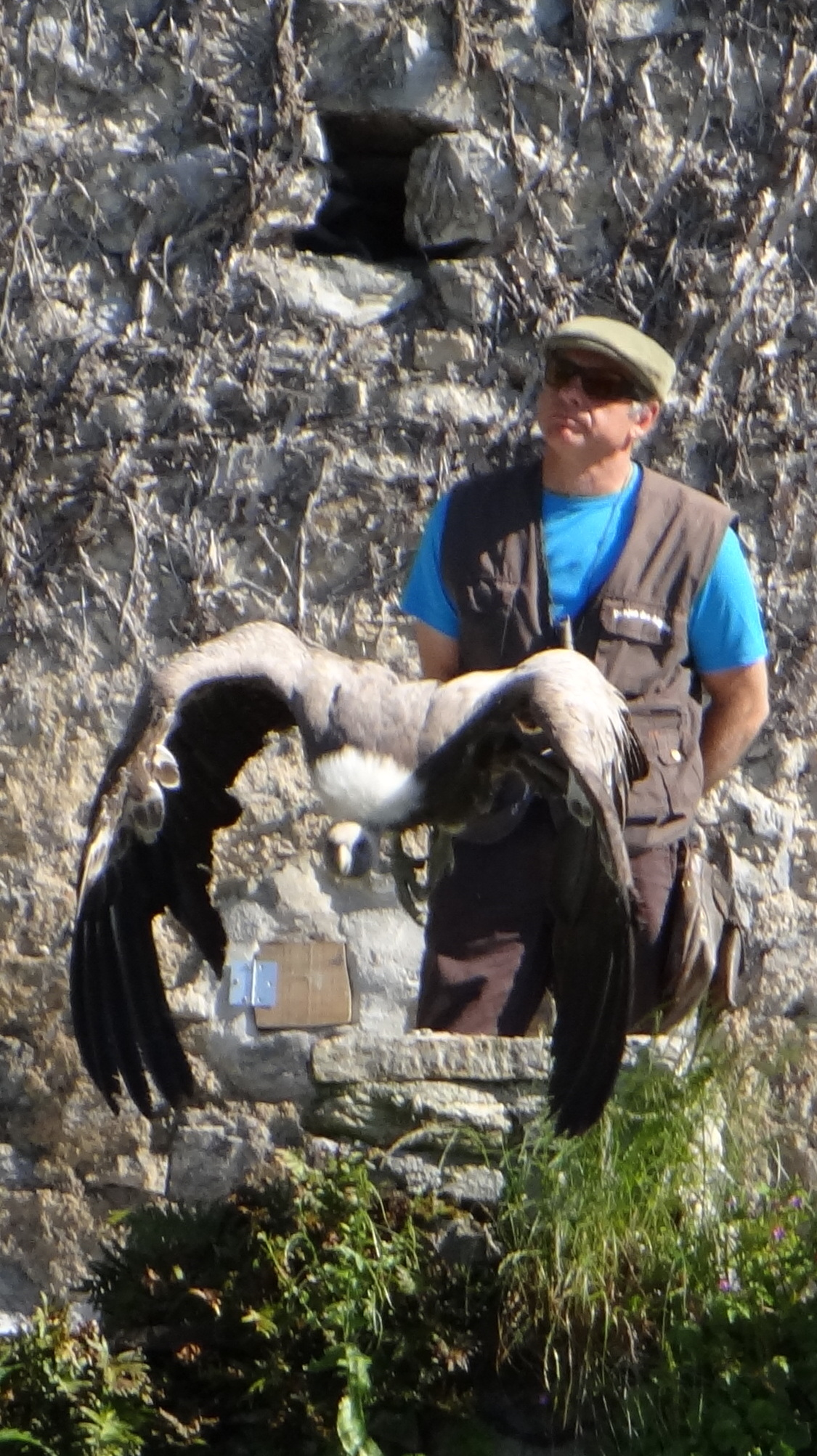
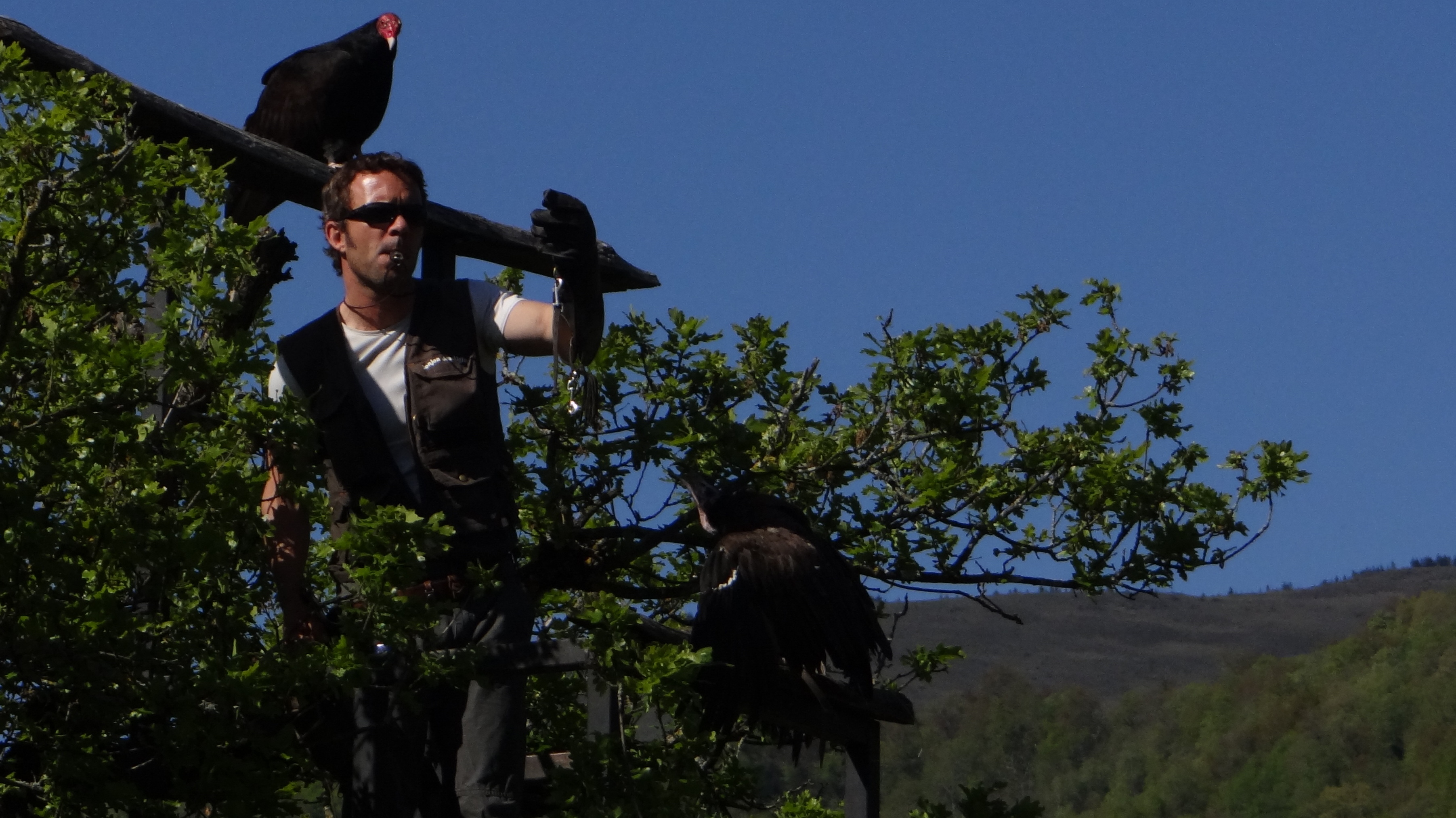
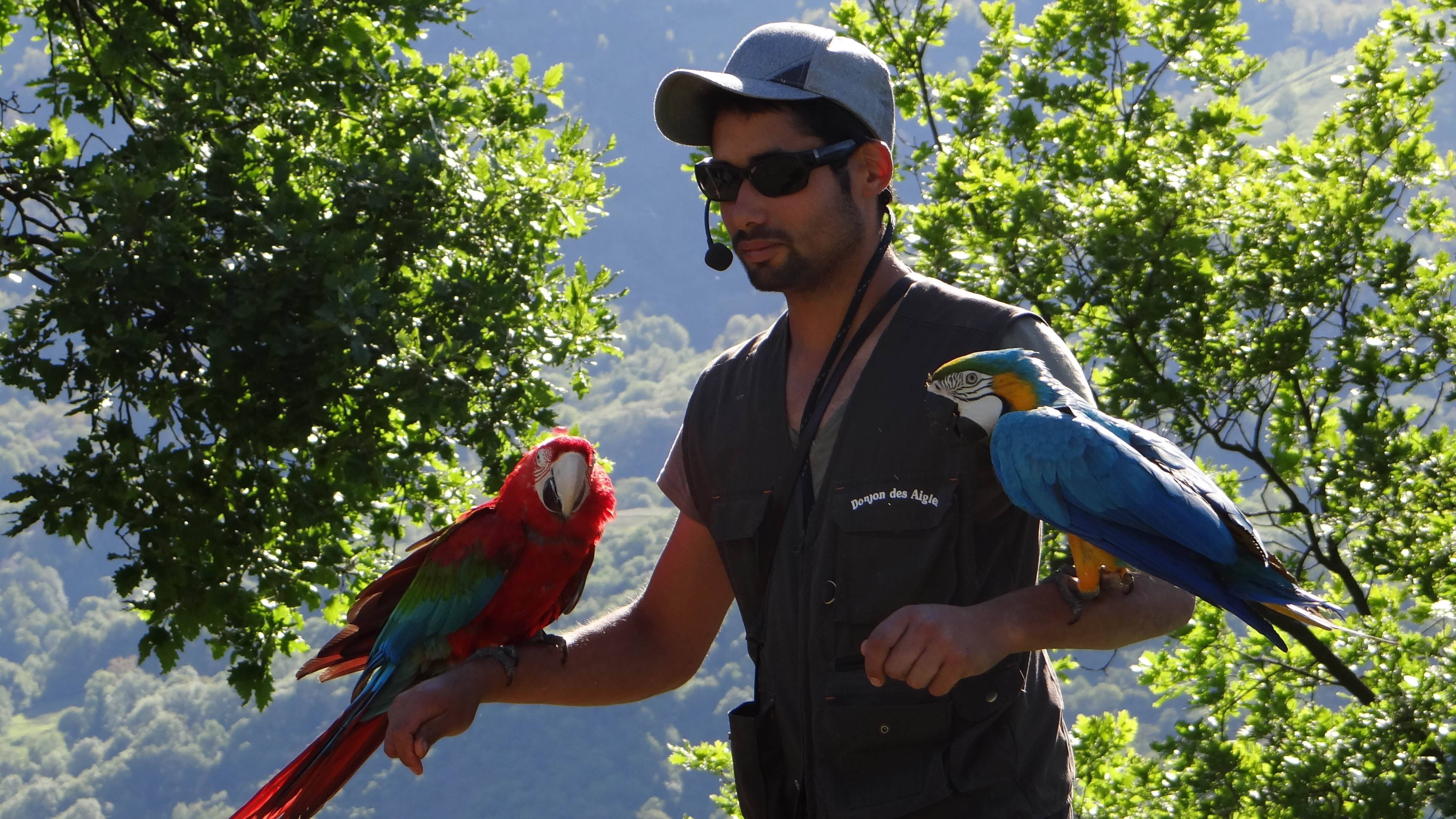